# Kepler (télescope spatial)
Pour les articles homonymes, voir Kepler.
Kepler est un télescope spatial développé par l'agence spatiale américaine, la NASA, pour détecter des exoplanètes. Lancé en 2009, Kepler a pour objectif d'effectuer un recensement des exoplanètes détectables situées dans une région de la Voie lactée de 115 degrés carrés (0,28 % du ciel) en observant sur une période de plus de trois ans l'intensité lumineuse de 145 000 étoiles pré-sélectionnées. Kepler est doté d'un détecteur dont la sensibilité lui permet d'identifier des planètes de type terrestre et ainsi de recenser les planètes semblables à la nôtre gravitant autour d'étoiles similaires au Soleil. La mission primaire, d'une durée de trois ans et demi, a été prolongée par la mission K2 (Kepler 2) jusqu'en 2019, avec des objectifs révisés du fait de la perte de deux de ses roues de réaction. La mission s'est achevée en octobre 2018 après épuisement de ses ergols.
Kepler utilise la méthode des transits, qui détecte la présence d'une planète en mesurant la variation de luminosité de l'étoile hôte lorsque la planète s'interpose entre celle-ci et le télescope. Pour y parvenir, l'engin spatial, qui pèse un peu plus d'une tonne, dispose d'un télescope de 0,98 mètre de diamètre équipé d'un détecteur de 95 millions de pixels qui lui permet de mesurer l'intensité lumineuse d'une étoile avec une précision photométrique effective d'environ 40 ppm pour une étoile de magnitude apparente de 12. Kepler est la dixième mission du programme Discovery de la NASA consacrée aux missions scientifiques de faible coût.
À l'achèvement de sa mission en octobre 2018, Kepler a détecté 2 662 planètes (confirmées par d'autres observations), soit plus de la moitié des exoplanètes découvertes à cette date. Ses observations ont révolutionné le domaine. La mission a notamment démontré la grande variété des systèmes planétaires, découvert de nombreux systèmes multi-planétaires. Elle a permis d'esquisser une statistique de la distribution des planètes par taille et orbite, souffrant toutefois d'un biais observationnel affectant à la fois les très petites planètes et les planètes à longue période orbitale. Kepler a confirmé que la majorité des étoiles disposaient sans doute d'au moins une planète, a mis en évidence la prépondérance des planètes d'une taille comprise entre celle de la Terre et celle de Neptune (super-Terre) et a découvert des planètes telluriques aux dimensions proches de celles de la Terre.

## Contexte

### Premières tentatives de détection d'exoplanètes
La genèse de la mission Kepler remonte à plusieurs décennies. Dans la deuxième moitié du 20e siècle les astronomes qui cherchent à répondre à la question de l'existence de planètes dans d'autres systèmes solaires en particulier de planètes du type de la Terre (taille, position dans la zone habitable de l'étoile), effectuent les premières tentatives de détection de planètes extra-solaires (ou exoplanètes) avec leurs instruments. L'imagerie directe ne donnant aucun résultat (outre le problème de la taille réduite de la planète à des distances aussi considérables, sa luminosité est trop faible par rapport à celle de l'étoile), ils se rabattent sur des méthodes de détection indirectes qui permettent d'identifier une planète à travers son influence sur son environnement. Ils privilégient initialement la technique de l'astrométrie. Cette méthode consiste à mesurer le déplacement de l'étoile sous l'influence de ses planètes : si celles-ci sont suffisamment massives, l'étoile, vue par l'observateur, a un mouvement apparent dû à son déplacement autour du centre de gravité de l'ensemble étoile-planète. Mais le mouvement apparent est trop faible pour les instruments disponibles à l'époque et aucune exoplanète n'est découverte.

### Évaluation de la méthode des transits planétaires
En 1994, en mesurant la périodicité des émissions radio de pulsars, Aleksander Wolszczan détecte accidentellement la présence de deux planètes de la taille de la Terre. Cette découverte inattendue stimule la recherche de méthodes de détection alternatives. Dans un article de 1971, Frank Rosenblatt évalue la probabilité de détection d'une exoplanète par la méthode des transits planétaires. Cette méthode consiste à identifier et mesurer l’affaiblissement de l'intensité lumineuse d'une étoile lorsque la planète s'interpose entre l'observateur et l'astre. Il souligne que la mise en œuvre de cette méthode, qui permet de déterminer le rayon et la période orbitale de la planète, est viable, mais elle demande des détecteurs aptes à mesurer des variations infimes de l'intensité lumineuse, ce qui suppose d'effectuer des percées technologiques dans le domaine de la photométrie de précision (à titre d'illustration, l'affaiblissement de l'intensité lumineuse est de 0,01 % pour une planète de la taille de la Terre tournant autour d'un astre de la taille du Soleil de magnitude apparente 11). J. Borucki et Audrey L. Summers dans un article de 1984 indiquent que l'observation simultanée de 13 000 étoiles par cette méthode depuis un observatoire terrestre devrait permettre de détecter au moins une planète de la taille de Jupiter, mais que l'identification de planètes terrestres ne serait possible que depuis l'espace, car les turbulences de l'atmosphère dégradent de manière trop importante les performances des détecteurs pour atteindre la précision voulue. L'incidence des variations naturelles de l'intensité lumineuse des étoiles sur les performances de la méthode du transit est également évaluée à cette époque.

### Recherche sur les détecteurs photométriques
Le centre de recherche Ames, établissement de la NASA, organise en 1984 un atelier sur la photométrie de haute précision qui est suivi d'un deuxième atelier en 1988. Les thèmes des discussions portent sur les filtres, les systèmes de conversion analogique/digital, les détecteurs, etc. Afin de valider les techniques recommandées dans le cadre de ces ateliers, la NASA décide de développer et de tester des photomètres fondés sur des photodiodes sur support de silicium. Les tests effectués valident l'efficacité de ces détecteurs, mais démontrent qu'il est nécessaire, pour réduire le bruit thermique à un niveau acceptable, de les refroidir dans de l'azote liquide.
|                                  | Imagerie                                      | Astrométrie                                                      | Vitesse radiale                                           | Transit                                                                          | Lentille gravitationnelle                                                                          |
| -------------------------------- | --------------------------------------------- | ---------------------------------------------------------------- | --------------------------------------------------------- | -------------------------------------------------------------------------------- | -------------------------------------------------------------------------------------------------- |
| Événement détecté                | Détection directe (image)                     | La planète fait osciller l'étoile autour d'une position centrale | L'étoile change de vitesse sous l'influence de la planète | L'étoile est occultée partiellement par la planète lorsque celle-ci passe devant | La lumière d'un astre passant en arrière-plan est focalisée par la présence de la planète          |
| Mesure effectuée                 | Photo (télescope avec coronographe)           | Déplacement de l'étoile                                          | Effet Doppler sur le spectre de l'étoile                  | Diminution de l'intensité lumineuse de l'étoile hôte                             | Augmentation de l'intensité lumineuse de l'étoile passant en arrière plan                          |
| Durée d'observation              | Instantanée                                   | Au moins 1 orbite                                                | Au moins 1 orbite                                         | 3 fois la période orbitale                                                       | Temps du transit de l'étoile en arrière plan                                                       |
| Exoplanètes observables          | Planètes loin de leur étoile                  | Planètes massives, loin de leur étoile                           | Planètes proches de l'étoile, planètes telluriques        | Planètes proches de l'étoile                                                     | |
| Données mesurées                 | Valeurs approchées de l'orbite et de la masse |                                                                  | Période orbitale, masse maximale                          | Diamètre de la planète Orbite et inclinaison orbitales                           | Masse de la planète, indices sur la période orbitale                                               |
| Avantages                        |                                               |                                                                  |                                                           | Observation simultanée de plusieurs planètes                                     | Observation simultanée de plusieurs planètes Période orbitale longue Détection de petites planètes |
| Inconvénients                    |                                               | Techniquement très difficile                                     | Planètes loin de leur étoile indétectables                | Faux positifs, confirmation par une autre méthode                                | Événement unique, peu d'informations                                                               |
| Observatoires /Instruments       | SPHERE                                        | Gaia                                                             | HARPS, ÉLODIE                                             | CoRoT, Kepler, PLATO, TESS                                                       | WFIRST                                                                                             |
| Première détection               | 2004                                          | 2013                                                             | 1989                                                      | 2002                                                                             | 2004                                                                                               |
| Nombre de détections (mars 2018) | 44                                            | 1                                                                | 669                                                       | 2 915                                                                            | 71                                                                                                 |

### Premier succès de la méthode des vitesses radiales et remise en cause du modèle de formation des systèmes planétaires
La première détection d'une exoplanète est obtenue en 1995 par les astronomes Michel Mayor et Didier Queloz de l’Observatoire de Genève en utilisant la méthode des vitesses radiales qui consiste à mesurer les variations de vitesse de l'étoile hôte. Cette mesure est effectuée à l'aide du spectromètre ELODIE installé sur le télescope de deux mètres de diamètre de l'Observatoire de Haute-Provence. Cette méthode s'appuie sur le fait que si la taille relative (par rapport à l'étoile) est suffisamment importante, la présence de la planète se traduit par un déplacement significatif de l'étoile autour du centre de gravité de l'ensemble étoile-planète qui produit une variation de sa vitesse mesurable dans la direction de la ligne de visée Terre-étoile. Cette variation engendre un effet Doppler détectable par l'analyse du spectre lumineux de l'étoile qui présente un décalage des raies spectrales (spectroscopie). La valeur de la variation peut atteindre une dizaine de mètres par seconde pour l'ensemble formé par une étoile comme notre Soleil et une planète de la taille de Jupiter. Mayor et Queloz détectent plusieurs planètes de la taille de Jupiter orbitant à très faible distance d'étoiles naines. Ces découvertes remettent en cause le modèle de formation des planètes déduit des caractéristiques du Système solaire et peut-être également le caractère universel des planètes telluriques. Elles accroissent l'intérêt de projets de détection d'exoplanètes.

## Développement du projet Kepler

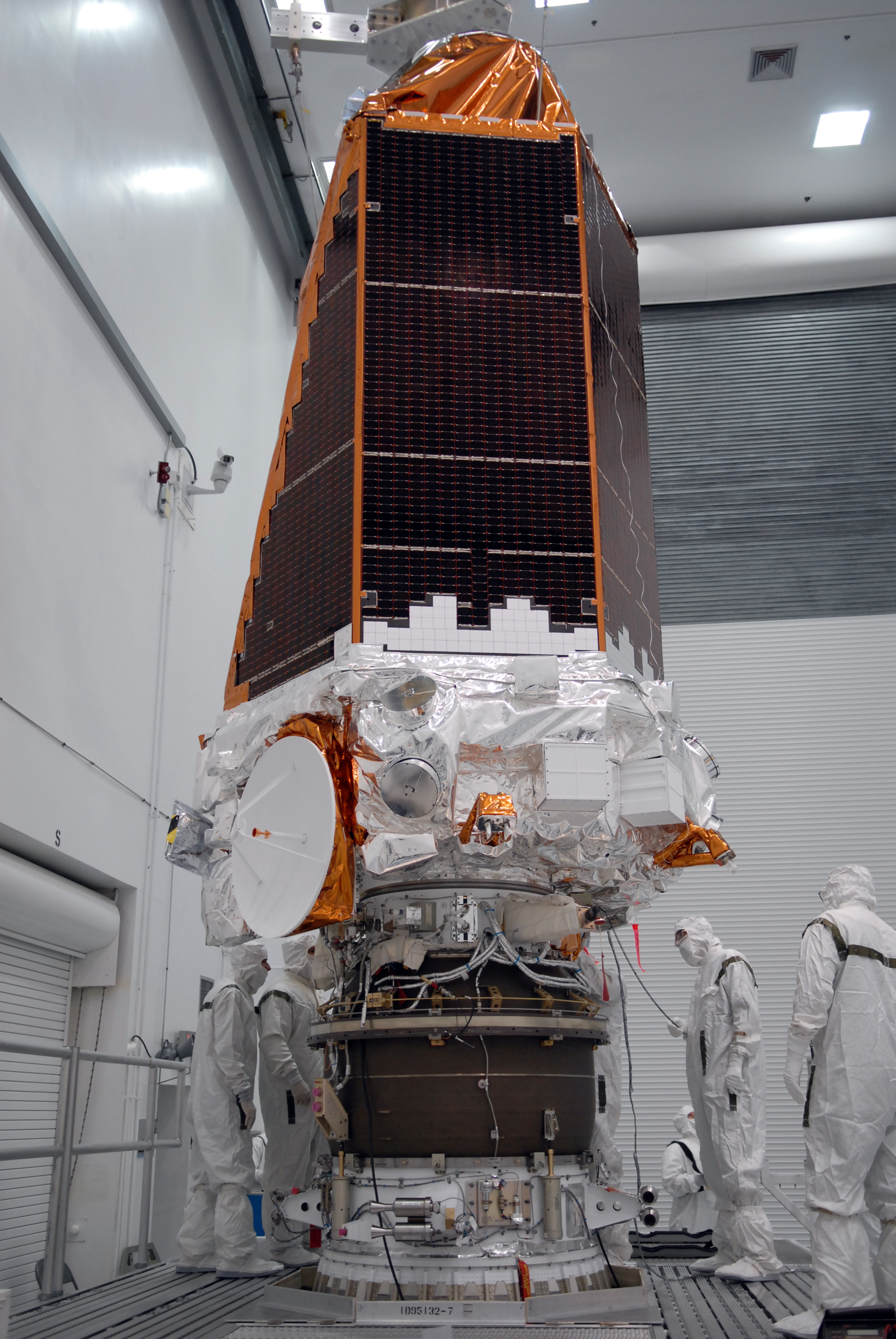
Kepler et le troisième étage de son lanceur. Les techniciens donnent une idée de la taille totale de l'ordre de 8 m.

En 1992 l'administrateur de la NASA, Daniel S. Goldin, pour permettre la réalisation de missions scientifiques plus fréquentes, moins chères et plus performantes », décide de créer le programme Discovery qui rassemble une nouvelle classe de missions spatiales à faible coût (450 millions de dollars en 2015), centrées sur un objectif scientifique étroit et caractérisées par un cycle de développement court. Dans ce nouveau contexte une mission de détection des exoplanètes baptisée FRESIP (Modèle:Lang=en) est élaborée. Elle reçoit une évaluation positive sous réserve que la sensibilité photométrique des détecteurs embarqués permettent effectivement d'identifier des planètes de la taille de la Terre. FRESIP est proposée en 1994 avec un télescope de 95 cm de diamètre et des CCD, à la place des photodiodes envisagées dans la première étude. Les CCD présentent l'avantage, du fait de leurs caractéristiques, de suivre de nombreuses étoiles en même temps. Le télescope spatial doit être placé en orbite autour du point de Lagrange L2 du système Terre-Soleil. Le projet n'est pas retenu car le comité de sélection estime que son coût est trop élevé pour tenir dans l'enveloppe du programme Discovery. Des tests effectués par la suite en laboratoire par la NASA prouvent que les CCD permettent d'atteindre la sensibilité photométrique souhaitée.
Un projet refondu est soumis à l'appel à propositions de 1996 du programme Discovery. Le télescope spatial ne doit plus être placé en orbite autour du point de Lagrange, mais circule sur une orbite héliocentrique, ce qui permet de simplifier et alléger le système propulsif car la nouvelle orbite n'est pas instable. À la demande insistante de certains membres de l'équipe proposante, le projet est renommé Kepler en l'honneur de l'astronome allemand du 17e siècle découvreur des lois de Kepler qui régissent les mouvements des planètes autour du Soleil. Mais la proposition est de nouveau recalée : le comité de sélection recommande qu'un prototype capable de mesurer simultanément la lumière produite par plusieurs milliers d'étoiles soit construit pour démontrer la faisabilité du projet. La NASA finance le développement de ce prototype et le projet est à nouveau soumis en réponse à l'appel à propositions de 2000. Le contexte est désormais favorable à ce type de mission, car les découvertes d'exoplanètes par des observatoires terrestres se sont multipliées.
Kepler est l'un des finalistes et, en décembre 2001, il est sélectionné pour devenir la dixième mission du programme Discovery. La construction et la mise en service du télescope sont confiées à l'établissement Modèle:Lang=en de la NASA. La société [[Ball Aerospace & Technologies|Modèle:Lang=en, basée à Boulder (Colorado), est chargée de la construction du télescope spatial. Le Modèle:Lang=en développe le segment sol et gère la mission à compter de décembre 2009. Ce centre est également chargé de l'analyse des données scientifiques. Le budget alloué à la mission, encadré par le cahier des charges du programme Discovery, est de 600 millions de  dollars en incluant le financement des opérations durant la mission primaire (3,5 ans).

## Objectifs de la missionKepler
En synthèse, Kepler est un télescope spatial dont l'objectif est de découvrir des planètes telluriques et autres petits corps qui orbitent autour d'autres étoiles de notre galaxie, la Voie lactée,. L'observatoire Kepler est spécifiquement conçu pour observer une région de l'espace située dans la Voie lactée afin de découvrir des douzaines de planètes de la taille de la Terre à l'intérieur ou proches de la zone habitable et déterminer combien parmi les milliards d'étoiles de notre Galaxie ont de telles planètes.
Les objectifs détaillés de Kepler sont les suivants. Cet observatoire spatial observe un grand échantillon d'étoiles afin d'atteindre plusieurs objectifs clés :
- déterminer combien de planètes, de taille équivalente ou supérieure à la Terre, se trouvent à l'intérieur ou à proximité de la zone habitable de leur étoile[17], avec des étoiles aux types spectraux variés. De telles planètes sont souvent appelées Goldilocks planets en anglais[Note 1],[17],[18]
- déterminer l'étendue des tailles et des formes des orbites de ces planètes
- estimer combien de planètes se trouvent dans des systèmes à étoiles multiples
- déterminer l'étendue de l'orbite, de la luminosité, de la taille, de la masse et de la densité des planètes géantes à courte période orbitale
- identifier les membres additionnels de chaque système planétaire découvert en utilisant d'autres techniques
- déterminer les propriétés de ces étoiles qui abritent des systèmes planétaires.

Les données collectées par Kepler sont également utilisées pour étudier les étoiles variables de différents types et faire de l'astérosismologie, en particulier sur des étoiles manifestant des oscillations de type solaire.

## Stratégie d'observation

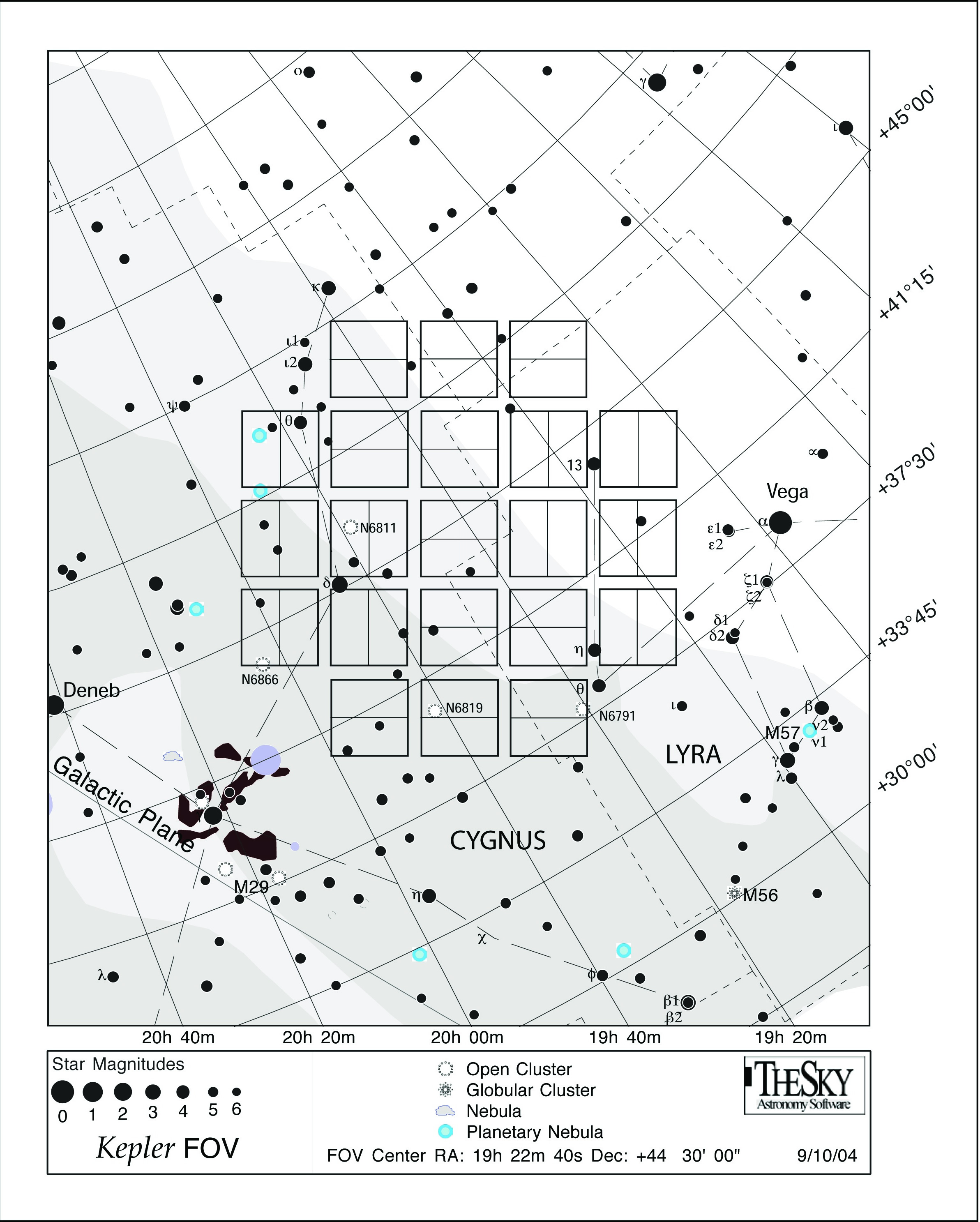
Schéma de la région de l'espace observée par Kepler avec les coordonnées célestes. Chacun des carrés correspond à la portion vue par un des détecteurs (CCD) du télescope spatial.

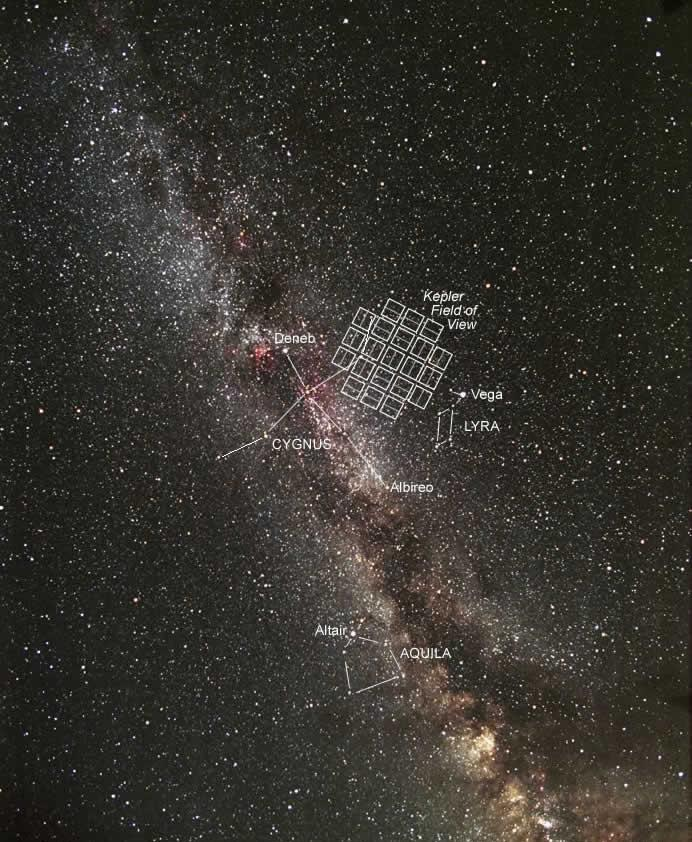
Région observée projetée sur une image du ciel nocturne.

### La méthode des transits
La plupart des exoplanètes précédemment détectées par d'autres projets étaient des géantes gazeuses, principalement de la taille de Jupiter ou plus grandes. Pour répondre aux objectifs de détection de planètes de la taille de la Terre, Kepler doit pouvoir détecter des planètes 30 à 600 fois moins massives (Jupiter est 318 fois plus massive que la Terre). La méthode utilisée, baptisée méthode des transits, repose sur l'observation par le télescope spatial de plusieurs transits astronomiques, c'est-à-dire de passages de la planète devant son étoile. Cet événement génère une légère réduction de la magnitude apparente (luminosité) de l'étoile qui est proportionnelle au rapport entre les surfaces respectives de la planète et de son étoile. La baisse de luminosité de l'étoile est de l'ordre de 0,01 % pour une planète de la taille de la Terre devant une étoile comme le Soleil et de 1 % pour une planète de la taille de Jupiter devant la même étoile. La variation ramenée à la luminosité est utilisée pour déduire le diamètre de la planète, et l'intervalle de temps entre les transits permet de déduire la période orbitale de la planète, données à partir desquelles peuvent être calculés son demi-grand axe orbital (à l'aide des lois de Kepler) et sa température (en utilisant des modèles de radiation stellaire).

### Probabilité de détection et champ de vue
La probabilité pour que l'orbite d'une planète se trouve aléatoirement placée le long de la ligne de visée vers l'étoile correspond au diamètre de l'étoile divisé par le diamètre de l'orbite. Pour une planète de type terrestre qui transite à une UA d'une étoile de type solaire, la probabilité est de 0,465 %, ou environ 1 sur 215. À 0,72 UA (qui correspond à la distance orbitale de Vénus au Soleil), la probabilité est légèrement plus importante ; de telles planètes pourraient être semblables à la Terre si leur étoile est de type G, suffisamment ancienne, légèrement moins massive et lumineuse que le Soleil, telle que Tau Ceti. De plus, comme les planètes d'un système donné tendent à orbiter sur des plans similaires, la possibilité de détections multiples autour d'une seule étoile est en fait assez élevée. Par exemple, si une mission du même type que Kepler était conduite par des extraterrestres et qu'elle observait la Terre transiter devant le Soleil, il y a 12 % de chances pour qu'elle repère également un transit de Vénus.
Le champ d'observation de 115 deg2 de Kepler, soit environ 0,28% ou 1/359 de tout le ciel (360 deg2/π = 41 252,96.. deg2), lui donne une probabilité bien plus élevée de détecter des planètes de type terrestre que le télescope spatial Hubble, qui a un champ d'observation de seulement 10 minutes d'arc2. De plus, Kepler est destiné à la détection de transits planétaires, tandis que le télescope spatial Hubble est utilisé pour aborder une large variété de questions scientifiques, et n'observe que rarement un seul champ stellaire en continu. Parmi environ un demi-million d'étoiles situées dans le champ d'observation de Kepler, à peu près 150 000 étoiles ont été sélectionnées pour observation, et elles sont observées simultanément, le télescope mesurant les variations de leur éclat toutes les 30 minutes. Cela offre une meilleure chance de voir un transit. De plus, la probabilité de 1/215 signifie que si 100 % des étoiles observées avaient le même diamètre que le Soleil, et que chacune avait une planète tellurique de type terrestre sur une orbite identique à celle de la Terre, Kepler en trouverait environ 465 ; mais si seulement 10 % des étoiles observées sont de la sorte, alors il en découvrirait 46. La mission est bien adaptée pour déterminer la fréquence de planètes similaires à la Terre orbitant autour d'autres étoiles,.

### Durée des observations
Puisque Kepler doit observer au moins trois transits pour confirmer que la baisse d'éclat d'une étoile a bien pour origine une planète en transit, et dans la mesure où les planètes les plus volumineuses donnent le signal le plus facile à vérifier, les scientifiques s'attendaient à ce que les premières détections portent sur des planètes de la taille de Jupiter circulant sur des orbites proches de leur étoile. Les premières d'entre elles ont été rapportées après seulement quelques mois d'activité. L'observation des planètes plus petites et plus éloignées de leur étoile sera plus longue et il est estimé que la découverte de planètes comparables à la Terre doit prendre trois ans ou plus.
| |  |
| Schéma de gauche : La méthode des transits planétaires repose sur la mesure de la baisse de l'intensité lumineuse d'une étoile lorsqu'une planète s'interpose entre celle-ci et l'observateur. Cette éclipse partielle dure généralement plusieurs heures. Schéma de droite : Exemple de mise en œuvre durant la mission K2 (Kepler) pour une étoile similaire au Soleil de magnitude apparente 11 : les points correspondent aux mesures effectuées le trait rouge à la courbe de l'intensité lumineuse déduite. La baisse est très marquée pour une planète de la taille de Jupiter (1 %) mais difficilement discernable du bruit pour une planète de la taille de la Terre (0,01 %). L'irrégularité des valeurs retournées par l'instrument sont dues aux différentes sources de bruit affectant la mesure : vibrations, légères modifications du pointage, erreurs instrumentales, lumières parasites, etc. |  |

### Élimination des faux signaux positifs
Une fois que Kepler a détecté une signature de type transit, il est nécessaire d'écarter les faux positifs avec des tests complémentaires comme la spectroscopie Doppler. Bien que Kepler ait été conçu pour la photométrie, il s'avère qu'il est capable d'astrométrie et que de telles mesures peuvent aider à confirmer ou écarter des planètes candidates.
En plus des transits, les planètes orbitant autour de leurs étoiles subissent des changements de variation de la lumière reflétée (comme la Lune, elles traversent des phases de pleines à nouvelles et ainsi de suite ; leur orbite n'est pas non plus parfaitement circulaire et elle peut être inclinée par rapport à la ligne de visée). Puisque Kepler ne peut résoudre la planète de son étoile, il voit seulement la lumière combinée, et l'éclat de l'étoile hôte semble changer à chaque orbite de façon périodique. Bien que l'effet soit minime (la précision photométrique requise pour observer l'approche d'une planète géante étant à peu près la même que pour détecter une planète de taille terrestre en transit devant une étoile de type solaire), les planètes de la taille de Jupiter sont détectables par les télescopes spatiaux sensibles comme Kepler. Sur le long terme, cette méthode pourrait aider à trouver davantage de planètes que la méthode des transits, car la variation de lumière reflétée selon la phase orbitale est largement indépendante de l'inclinaison orbitale de la planète, et elle ne requiert pas que la planète passe devant le disque de l'étoile. De plus, la fonction de phase d'une planète géante est également fonction des propriétés thermiques de son atmosphère s'il y en a une. Donc, la courbe de phase pourrait contraindre d'autres propriétés planétaires, telles que la taille et la distribution des particules atmosphériques.

### Orbite du télescope spatial

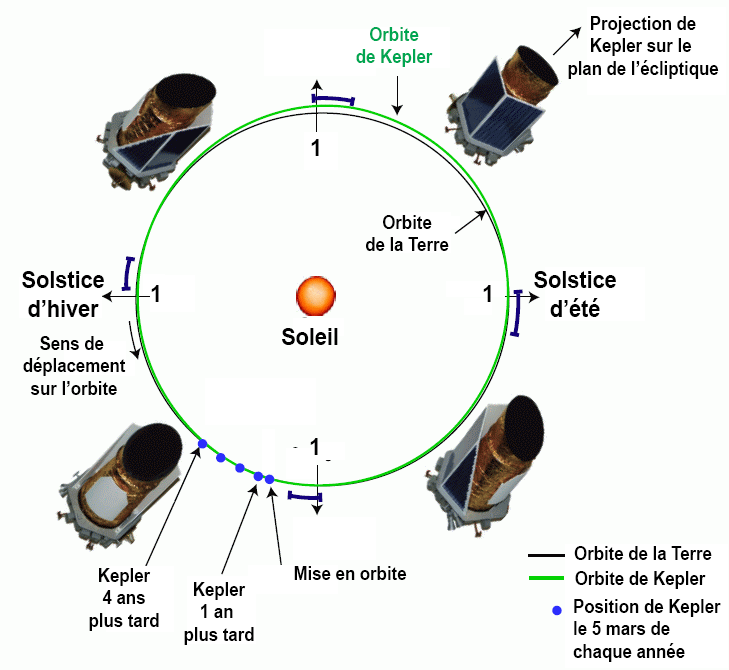
Kepler circule sur une orbite héliocentrique à la mème distance du Soleil que la Terre. L'orientation du télescope spatial est ajustée (1) aux solstices et aux équinoxes pour optimiser l'incidence du Soleil sur les panneaux solaires.

Pour atteindre les objectifs, la région de l'espace observée par Kepler ne doit pas être obstruée périodiquement, comme elle le serait si le télescope spatial circulait sur une orbite terrestre (occultations par la Terre, pollution lumineuse). Compte tenu de cette contrainte, l'orbite la plus facile à atteindre (nécessitant le lanceur le moins puissant) est une orbite héliocentrique (autour du Soleil) à la même distance de l'astre que la Terre. La période orbitale de l'orbite retenue est de 372,5 jours. Le satellite circule à l’arrière de la Terre en s'éloignant progressivement de celle-ci. La distance croissante est toutefois compatible en fin de mission primaire avec le débit requis pour le transfert des données. Cette orbite évite les ceintures de radiation de la Terre et les perturbations gravitationnelles et cinétiques inhérentes à l'orbite terrestre. Les seules forces qui s'exercent sur le satellite sont celles produites par la poussée des photons du Soleil sur le corps du satellite. Sur cette orbite, Kepler n'a besoin que de très peu d'ergol pour maintenir une orientation compatible avec les objectifs,.

### Région de l'espace étudiée
Durant la mission primaire Kepler observe en permanence les étoiles de la même région de l'espace située dans l'hémisphère nord, non loin des constellations du Cygne, de la Lyre et du Dragon dans le bras spiral d'Orion de la Voie Lactée (cf schéma et photo ci contre). Cette région de l'espace a été choisie parce que compte tenu de son élévation au-dessus du plan de l'écliptique elle est observable tout au long de l'année sans que la lumière du Soleil pénètre dans le télescope. Par ailleurs elle comporte un nombre suffisamment important d'étoiles similaires à notre Soleil pour permettre de remplir les objectifs assignés à la mission. Sa position dans le ciel permet de limiter la taille du pare-soleil de manière qu'elle soit compatible avec le volume disponible sous la coiffe du lanceur utilisé pour placer Kepler en orbite. Compte tenu de ces critères deux régions de l'espace restaient éligibles l'une dans l'hémisphère nord, l'autre dans l'hémisphère sud. L'hémisphère nord a été privilégiée pour faciliter les observations faites depuis des observatoires terrestres (plus nombreux dans cet hémisphère) destinées à confirmer l'existence des exoplanètes. Le champ d'observation du télescope de Kepler couvre 115 degrés carrés, soit environ 0,28 % du ciel. La majeure partie des étoiles de la région de l'espace observée se trouvent à une distance comprise entre 600 et 3 000 années-lumière (au-delà de cette distance, la détection d'une planète de la taille de la Terre n'est pas possible). Moins de 1 % d'entre elles se trouvent à moins de 600 années-lumière.
La région observée est située dans la direction vers laquelle se déplace le Système solaire, c'est-à-dire à la périphérie de la Voie lactée. Les étoiles qui sont observées par Kepler sont à peu près la même distance au centre galactique que le Système solaire et sont également proches du plan galactique. Les étoiles observées, si on s'en réfère à l'hypothèse de la Terre rare, sont celles dans laquelle la vie a pu se développer.

## Caractéristiques techniques
Kepler est un engin spatial d'une masse au lancement de 1 052 kilogrammes d'un diamètre de 2,7 mètres pour une hauteur de 4,7 mètres. La charge utile (le télescope et ses détecteurs) représente à elle seule 478 kg. Kepler emporte également 11,7 kg d'hydrazine pour le contrôle d'attitude. Son énergie est fournie par un panneau solaire fixe comprenant 2 860 cellules solaires, d'une superficie de 10,2 m2 et délivrant une puissance de 1 100 watts. L'énergie est stockée dans une batterie rechargeable lithium-ion d'une capacité de 20 ampères-heures qui doit permettre à l'engin spatial de survivre si les panneaux solaires ne sont plus pointés vers le Soleil. Kepler est stabilisé 3 axes (son orientation est fixe dans l'espace). La précision de pointage de 9 millisecondes d'arc sur une période de 15 minutes repose sur un système de guidage utilisant des étoiles guides et implanté au niveau du plan focal. Les commandes sont reçues en bande X et les données scientifiques sont transmises vers la Terre en bande Ka via une antenne parabolique grand gain.

Schémas du télescope spatial
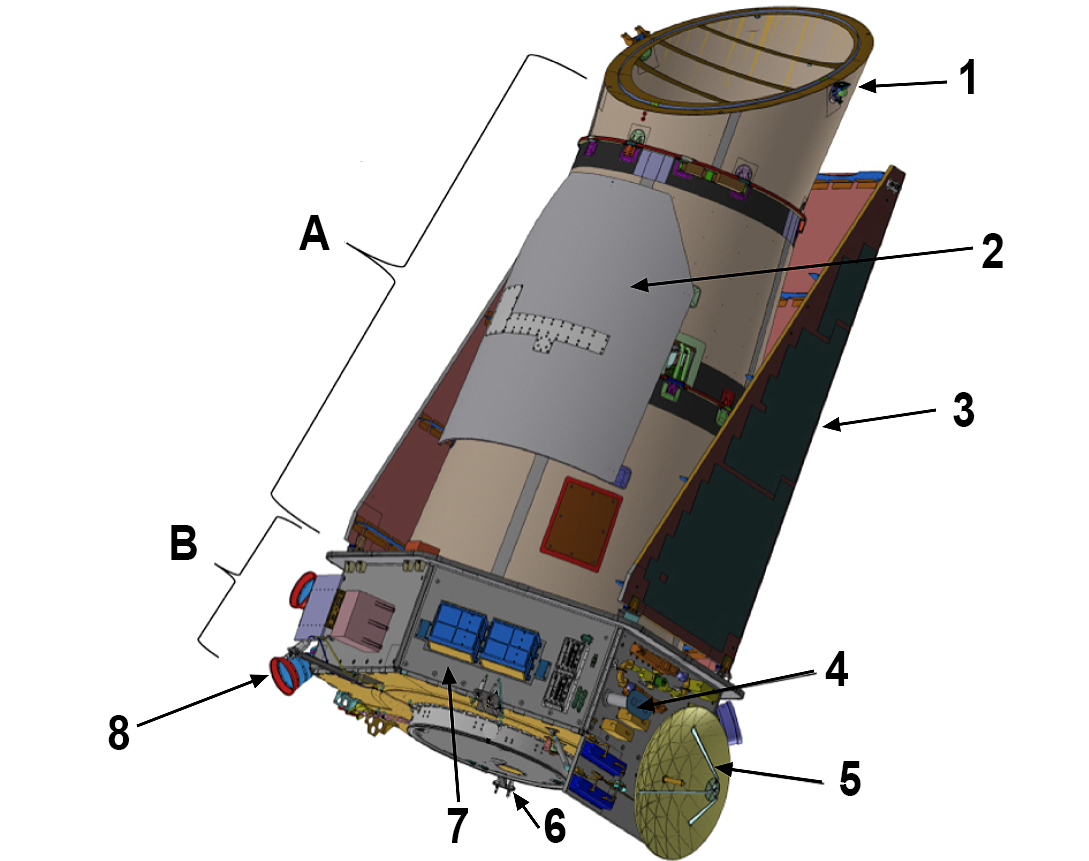
Schéma général : A - Télescope ; B - Plateforme ; 1 - Pare-Soleil ; 2 - Bouclier thermique ; 3 - Panneau solaire ; 4 - Antenne faible gain ; 5 - Antenne parabolique grand gain ; 6 - Propulseurs ; 7 - Boitiers électronique ; 8 - Viseurs d'étoiles.
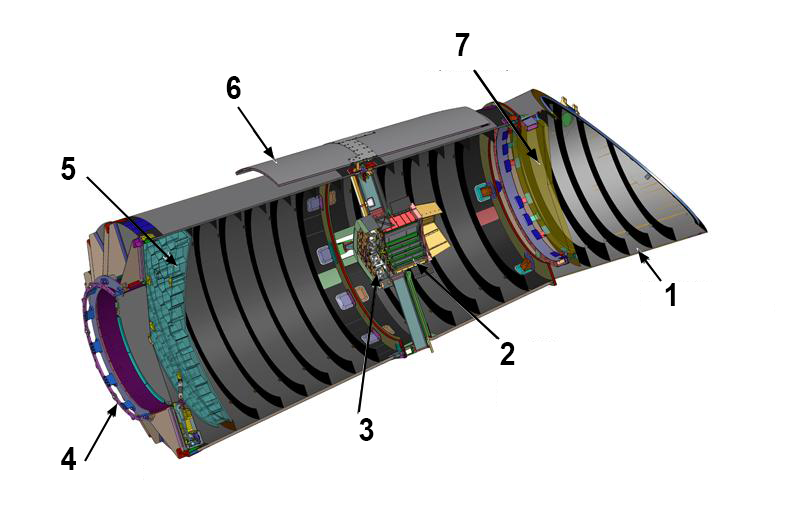
Schéma de la partie optique : 1 - Pare-soleil ; 2 - Électronique des CCD ; 3 - CCD au plan focal ; 4 - Collier d'amarrage au lanceur ; 5 - Miroir primaire ; 6 - Bouclier thermique ; 7 - Lame de Schmidt.

### Partie optique

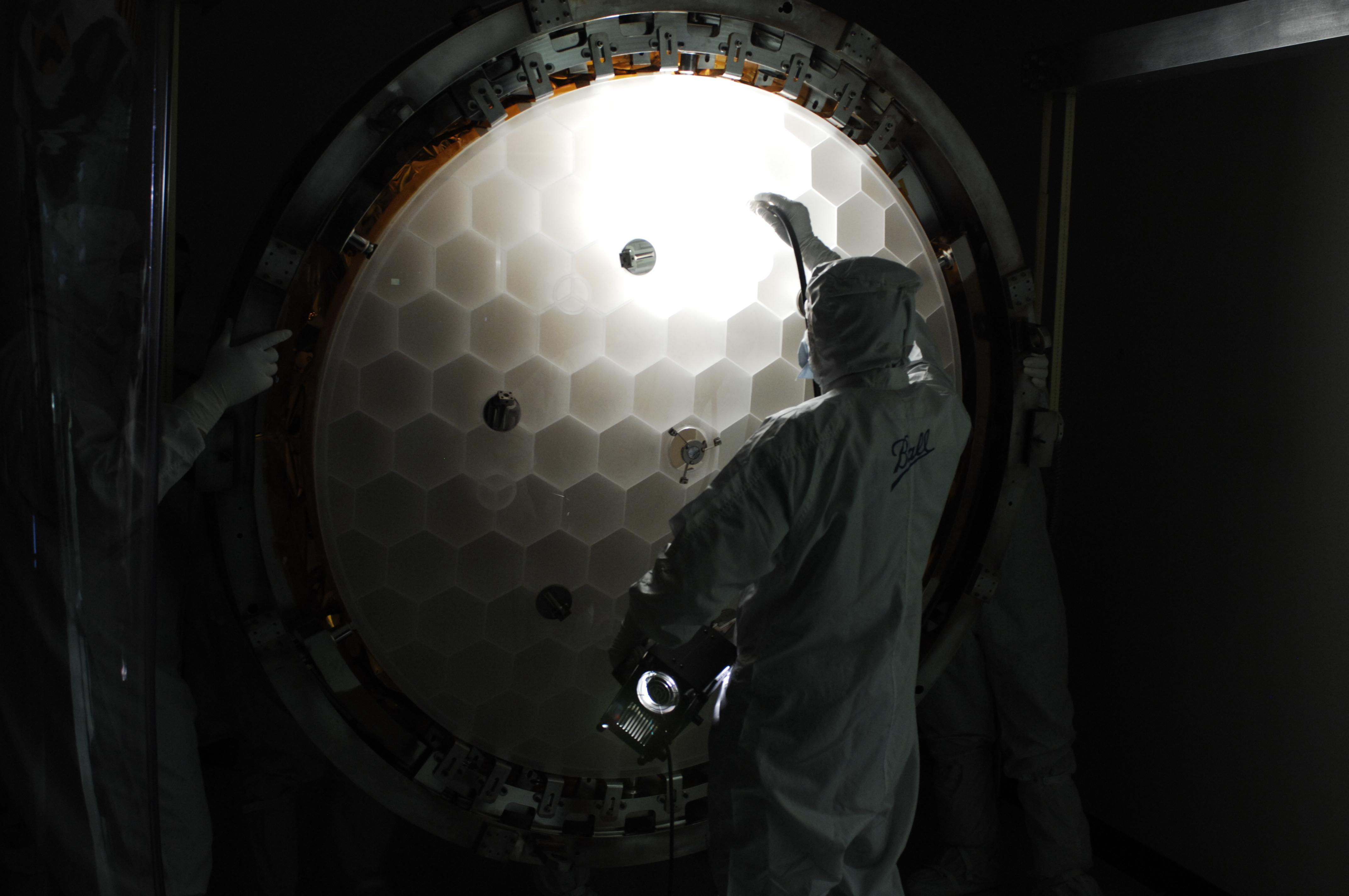
Inspection de la structure du miroir primaire du télescope Kepler avant montage.

La charge utile est constituée par un télescope d'une ouverture de 0,95 m et un miroir primaire de 1,4 m. À l'époque de son lancement, Kepler disposait du plus grand miroir de tous les télescopes situés au-delà de l'orbite terrestre. Kepler a un champ d'observation de 105 deg2 (environ 12 degrés en diamètre), ce qui équivaut à peu près à la taille du poing observé bras tendu. Sur l'ensemble de ce champ, 105 degrés sont de qualité scientifique, avec un vignettage inférieur à 11 %. Afin de fournir une excellente photométrie, les images ne sont pas parfaitement nettes, mais légèrement défocalisées. L'objectif de la mission est une précision photométrique différentielle combinée (en anglais CDPP pour Combined Differential Photometric Precision) de 20 ppm (parties par million) pour une étoile de type solaire m(V)=12 et un temps d'intégration de 6,5 heures. Un transit de type terrestre produit un changement de luminosité de 84 ppm et dure 13 heures lorsqu'il traverse le centre de l'étoile.

### Caméra

Le détecteur matriciel au plan focal (en anglais, staring array) de Kepler. Le dispositif est courbe pour tenir compte de la courbure de champ de Petzval.

Le plan focal de la caméra est constitué de 42 capteurs CCD chacun comportant 2 200 × 1 024 pixels, ce qui en fait à l'époque la plus grande caméra jamais lancée dans l'espace, avec un total de 95 mégapixels,. Ce détecteur matriciel est refroidi par des caloducs connectés à un radiateur externe. Les CCD sont lus toutes les 6 secondes (pour limiter la saturation) et co-additionnés à bord pendant 30 minutes. Cependant, bien qu'au moment de son lancement Kepler ait eu le taux de transmission de données le plus élevé de toutes les missions de la NASA, la somme des 95 millions de pixels effectuée en 30 minutes représente plus de données que ce qui peut être stocké et renvoyé sur Terre. L'équipe scientifique a donc pré-sélectionné les pixels appropriés associés à chaque étoile d'intérêt, ce qui représente environ 5 % des pixels. Les données de ces pixels sont alors requantifiées, compressées et stockées, avec d'autres données auxiliaires, dans l'enregistreur à mémoire statique de 16 gigaoctets. Les données qui sont stockées et retransmises vers la Terre comportent les étoiles scientifiquement étudiées, les étoiles de mode p, le niveau de noir, les images d'arrière-plan et de plein champ.

### Performances
En matière de performance photométrique, Kepler fonctionne bien, beaucoup mieux que n'importe quel télescope terrestre, mais encore loin des objectifs fixés lors de sa conception. L'objectif était une précision photométrique différentielle combinée (en anglais CDPP pour Combined Differential Photometric Precision) de 20 ppm parties par million pour une étoile de magnitude 12 après 6,5 heures d'intégration. Cette estimation fut développée en tenant compte de 10 ppm pour la variabilité stellaire, soit à peu près la valeur correspondant au Soleil. La précision obtenue pour cette observation a une large amplitude, selon l'étoile et la position sur le plan focal, la médiane étant de 29 ppm. L'essentiel du bruit additionnel se manifeste à cause d'une variabilité des étoiles elles-mêmes, qui s'avère être plus grande que supposée (19,5 ppm au lieu des 10 ppm attendus), le reste étant dû à des sources de bruit liées à l'instrument, qui sont plus importantes que les prédictions. Un travail est en cours afin de mieux comprendre et peut-être éliminer par recalibrage, le bruit de l'instrument.
Puisque le signal d'une planète de la taille de la Terre est très proche du niveau du bruit (seulement 80 ppm), un bruit plus important implique que chaque transit individuel constitue seulement un événement à 2,7 σ, au lieu des 4 σ escomptés. Il en résulte que davantage de transits doivent être observés pour qu'une détection puisse être confirmée. Les estimations scientifiques ont indiqué qu'une mission de 7 à 8 ans, au lieu des 3,5 ans planifiés au départ, serait nécessaire pour trouver toutes les planètes de taille terrestre en transit. Le 4 avril 2012, l'extension de la mission Kepler jusqu'à l'année fiscale 2016 est approuvée.

### Mise en œuvre
Le centre de contrôle de Kepler est le LASP, situé dans la ville de Boulder (Colorado). Les panneaux solaires du vaisseau sont tournés pour faire face au Soleil lors des solstices et des équinoxes, de manière à optimiser la quantité de lumière solaire qu'ils reçoivent, ainsi que pour maintenir le radiateur orienté vers l'espace profond. Ensemble, le LASP et le constructeur du vaisseau, Ball Aerospace & Technologies Corp., contrôlent le véhicule spatial depuis un centre des opérations de la mission, situé sur le campus de l'université du Colorado. Le LASP réalise l'organisation essentielle de la mission ainsi que la collecte initiale et la distribution des données scientifiques. Le coût initial du cycle de vie de la mission a été estimé à 600 millions de dollars américains, en tenant compte de la levée de fonds pour les 3,5 années d'exploitation. En 2012, la NASA annonce que la mission Kepler serait financée jusqu'en 2016.

#### Télécommunications
La NASA contacte le vaisseau, au moyen de la liaison de communication par bande X, deux fois par semaine, pour le diriger et mettre à jour ses statuts. Les données scientifiques sont téléchargées une fois par mois en utilisant la liaison par bande Ka avec un taux de transfert maximum d'approximativement 550 kbit/s. Le vaisseau Kepler conduit ses propres analyses partielles à bord et ne transmet que les données scientifiques jugées nécessaires à la mission, afin de conserver de la bande passante.

#### Traitement et diffusion des données
Les données télémétriques scientifiques collectées pendant les opérations de la mission, au LASP, sont envoyées pour traitement au Data Management Center (centre de gestion des données) de Kepler, situé au Space Telescope Science Institute (STScI) de l'Université Johns-Hopkins à Baltimore. Ces données sont décodées et converties par le DMC en lots de données scientifiques au format FITS non calibré, lesquels sont alors transmis au Science Operations Center (SOC) du Ames Research Center (ARC) de la NASA pour calibration et traitement final. Le SOC développe et utilise les outils nécessaires pour traiter les données scientifiques dont fera usage le Science Office (SO, pour bureau scientifique en anglais) de Kepler. En conséquence, le SOC développe le logiciel de traitement de la chaîne de données, basé sur les algorithmes scientifiques développés par le SO. Au cours des opérations, le SOC :
1. Reçoit les données calibrées des pixels de la part du DMC
2. Applique les algorithmes d'analyse pour produire les courbes de lumière de chaque étoile
3. Réalise les recherches de transits pour la détection de planètes (en anglais threshold-crossing events, ou TCEs)
4. Réalise ensuite la validation des données pour les planètes candidates, par l'évaluation de la cohérence des divers lots de données en tant que méthode pour éliminer les détections de faux positifs.

Le SOC évalue également la performance photométrique de façon régulière et fournit les métriques de performance au SO et au Mission Management Office (en anglais : Bureau de gestion de la mission). Finalement, le SOC développe et maintient les bases de données scientifiques du projet, ce qui inclut les catalogues et les données traitées. Il retourne les lots de données calibrées et les résultats scientifiques au DMC pour archivage à long terme, et distribution aux astronomes du monde entier via la Multimission Archive du STScI.

## Déroulement de la mission

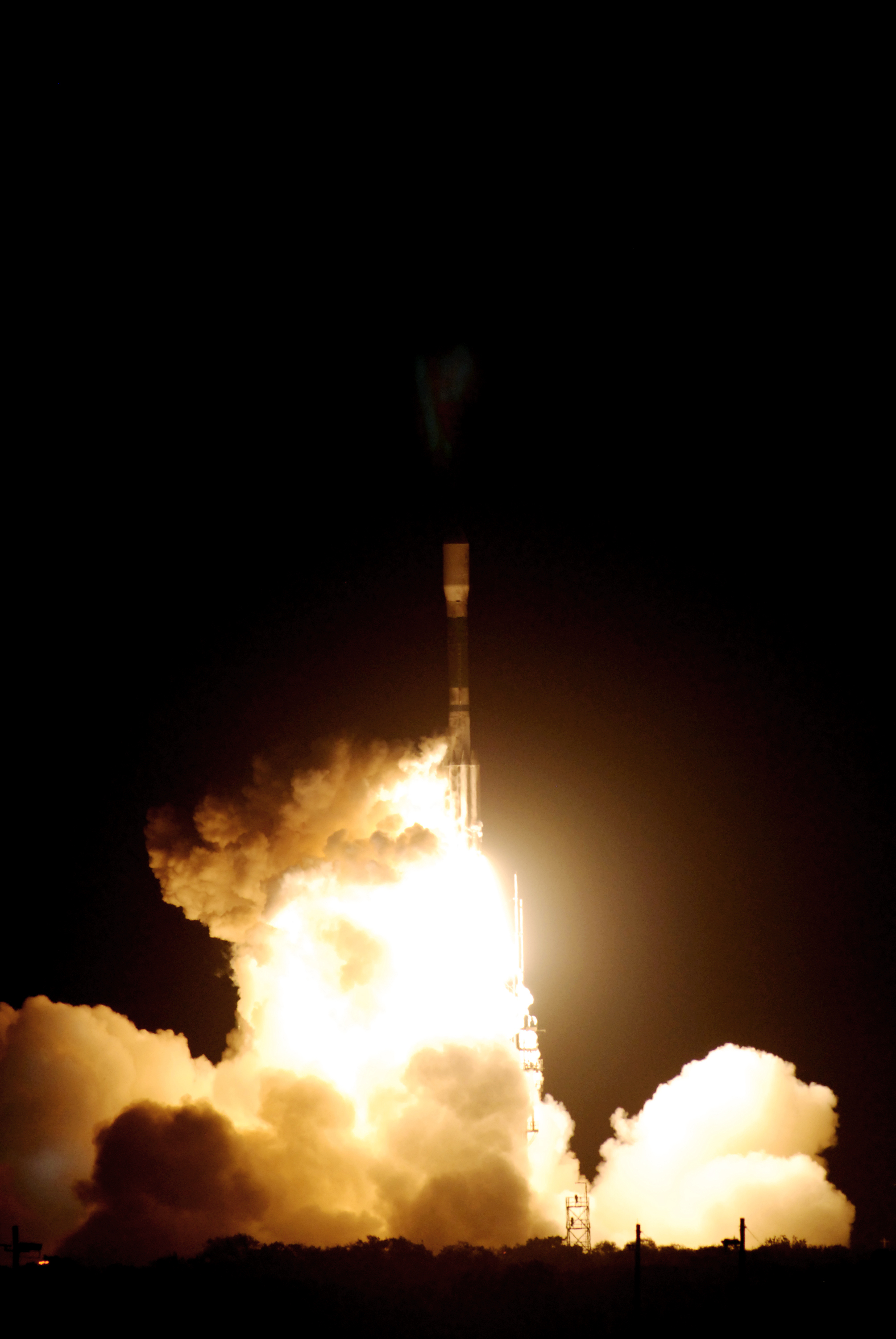
Lancement de Kepler le 7 mars 2009.

### Lancement et recette en orbite (décembre 2009)
En janvier 2006, le lancement de Kepler est reporté de huit mois pour faire face aux coupes dans le budget général de la NASA. Il fut à nouveau reporté de quatre mois en mars 2006 du fait de nouveaux problèmes de budget,. Durant cette période, l'antenne à grand gain conçue pour être orientable (montée sur cardan) est remplacée par un modèle fixe afin de réduire le coût et la complexité. Cette simplification impose de réorienter le télescope spatial pour permettre le transfert des données collectées vers les stations sur Terre qui a lieu une fois par mois ce qui entraîne la perte d'un jour d'observation.
Le télescope spatial Kepler décolle finalement le 7 mars 2009 à 3:50 UTC (6 mars, 10:49:57 pm heure locale) depuis la base de lancement de Cap Canaveral (Floride) à bord d'un lanceur Delta II 7925-10L (version lourde de ce lanceur avec 9 propulseurs d'appoint, un troisième étage à propergol solide de type Star 48B et une coiffe longue),. Le lancement fut un succès total et les trois étapes furent terminées vers 04:55 UTC. L'opercule protégeant l'ouverture du télescope est larguée le 7 avril 2009 et Kepler prend ses premières images du ciel le lendemain,.
Dans le cadre des opérations d'étalonnage, l'équipe scientifique de Kepler décide le 20 avril d'ajuster la position du miroir primaire à l'aide des trois actuateurs qui le soutiennent pour optimiser la focalisation. Ceci afin de permettre de minimiser le nombre de pixels utilisés pour chaque étoile et donc de surveiller davantage d'étoiles. Le 23 avril le miroir primaire est ainsi déplacé de 40 micromètres vers le plan focal et son inclinaison est modifiée de 0,0072 degrés.

### Mission en fonctionnement nominal (mai 2009-mai 2013)
Deux mois après son lancement, le 12 mai 2009 Kepler, qui a achevé avec succès les tests et l’étalonnage de ses instruments, entre dans la phase opérationnelle de la mission,. Le télescope spatial transmet ses premières données aux stations sur la Terre le 19 juin 2009. Les images recueillies durant la phase d'étalonnage ont déjà permis de détecter une première planète géante orbitant très près de son étoile dont l'annonce sera effectuée officiellement début août.
L'équipe au sol découvre que Kepler s'est mis en mode survie le 15 juin (un incident a interrompu les opérations). Un second événement du même type a lieu le 2 juillet. Dans les deux cas, l'incident a déclenché le redémarrage de l'ordinateur embarqué. Le vaisseau reprend son fonctionnement normal le 3 juillet et les données scientifiques qui avaient été collectées depuis le 19 juin sont retransmises vers la Terre le même jour. À la suite des investigations menées, les ingénieurs en arrivent à la conclusion en octobre que l'origine de ces incidents est une défaillance de l'alimentation électrique à basse tension du processeur RAD750.
En septembre 2009, le télescope spatial interrompt ses observations pour effectuer la rotation trimestrielle de 90° destinée à réorienter les panneaux solaires face au Soleil. Comme à chacune de ces opérations, le télescope spatial pointe temporairement son antenne parabolique vers la Terre pour transmettre les données accumulées sur un mois soit 93 gigaoctets. Les paramètres de fonctionnement du télescope spatial sont vérifiées puis les observations scientifiques reprennent. L'interruption des opérations a duré 41 heures,,. Le 12 janvier 2010, un des 21 modules (MOD-3) composant le détecteur situé au plan focal transmet des données anormales. L'anomalie entraîne une perte de 5 % de la région observée. En août tout espoir de remettre en marche le module est abandonné.
Le 14 juillet 2012, l'une des quatre roues de réaction utilisées pour le pointage du télescope tombe en panne. Kepler n'a besoin que de trois roues de réaction pour fonctionner mais il devient vulnérable car une autre panne interdirait la poursuite de la mission. En 2012 la NASA annonce que la mission, dont la durée initiale était de trois ans et demi, est prolongée jusqu'en 2016,. La mission devait permettre d'atteindre ses objectifs en 3 ans et demi, mais deux facteurs ralentissent le rythme de détection des exoplanètes. D'une part le bruit généré par l'électronique est plus important que prévu et rend plus difficile l'interprétation des données collectées par le télescope en réduisant le rapport signal/bruit. D'autre part l'intensité lumineuse de quasiment toutes les étoiles est beaucoup plus variable qu'anticipé ce qui rend également plus difficile l'interprétation des courbes de lumière.
Pour le responsable de la mission, il faudra 8 ans d'observations pour confirmer, en recoupant les relevés effectués sur cette période, que les variations observées dans les cas les plus difficiles (planètes de la taille de la Terre ou au-dessous) ne sont pas dues à d'autres causes,. Le 14 novembre 2012, la mission primaire s'achève et débute un premier prolongement d'une durée de quatre ans.

### Défaillance des roues de réaction (mai 2013)
Le 17 janvier 2013, l'une des trois roues de réaction restantes montre des signes d'une friction accrue et Kepler interrompt ses observations durant 10 jours pour tenter de corriger l'anomalie en mettant au repos le mécanisme. Si cette seconde roue devait également tomber en panne, la mission Kepler prendrait fin,. Le 29 janvier 2013, Kepler reprend avec succès ses observations en ayant recours de nouveau aux roues de réaction. Le 13 mai les ingénieurs se rendent compte que Kepler s'est de nouveau placé en mode survie. Ils découvrent rapidement qu'une des roues de réaction ne fonctionne plus à la suite sans doute d'une défaillance structurelle des roulements. Il s'agit là d'une panne définitive. Désormais le satellite maintient son orientation avec ses propulseurs mais cette méthode ne permet plus d'atteindre la précision de pointage exigée pour la mission.
Entre mai et août plusieurs études sont menées par les ingénieurs de la NASA pour tester le fonctionnement des deux roues de réaction défaillantes et tenter d'en ramener au moins une en état de fonctionnement. Finalement le 15 août 2013, la NASA annonce que ses équipes renoncent à réparer les deux roues endommagées, ce qui rend impossible le pointage fin et stable nécessaire pour poursuivre les observations. Une étude va être menée pour déterminer comment Kepler pourrait être utilisé en ne disposant plus que de deux roues de réaction et ses propulseurs. Quel qu'en soit le résultat, l'analyse des données recueillies, qui n'est pas achevée, doit se poursuivre sur plusieurs années.

### Réactivation de la mission en mode dégradé: la mission K2 (2014-2018)

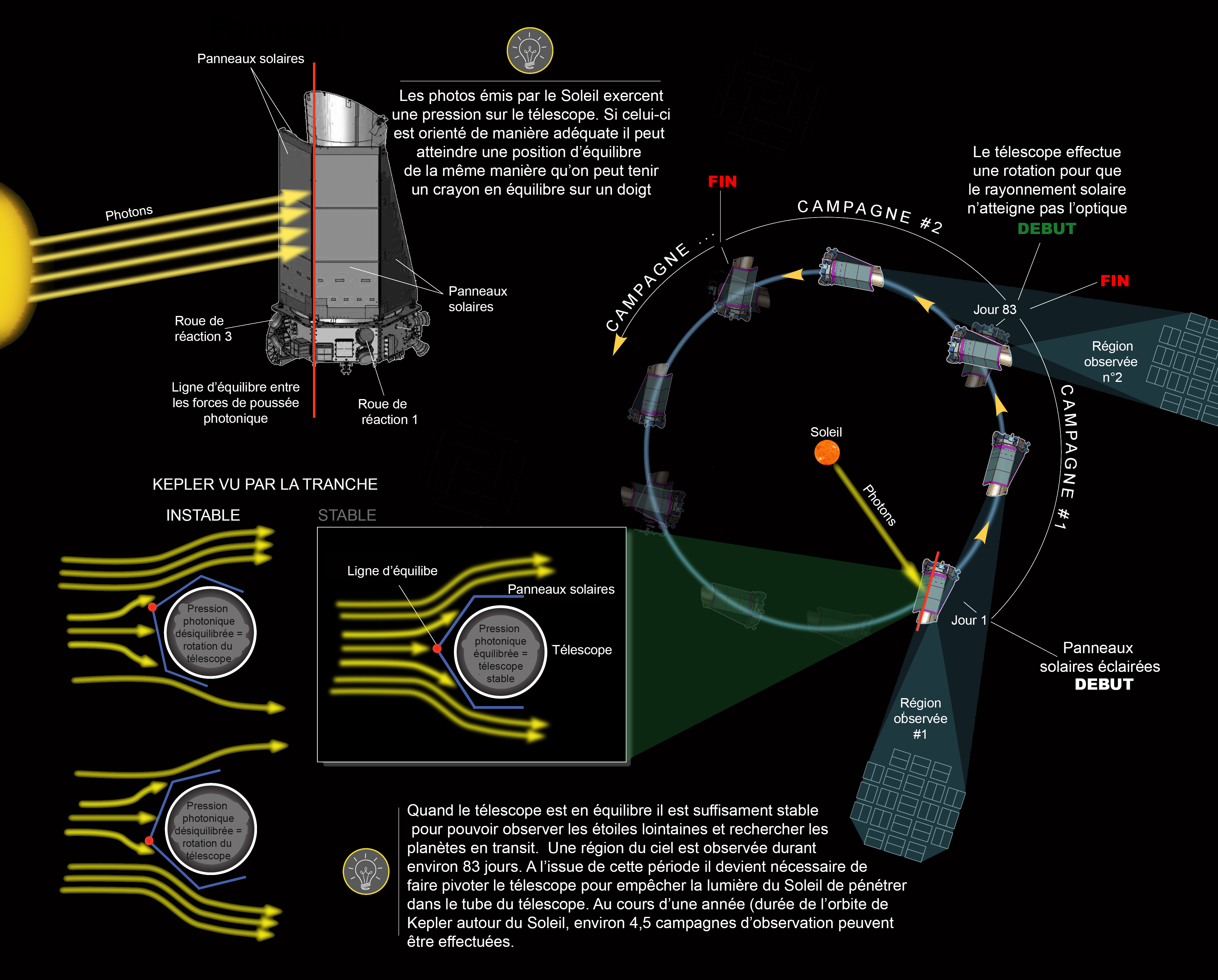
Pour la mission K2 et du fait de la panne de deux des roues de réaction, l'orientation du télescope et donc la région étudiée doit être modifiée quatre fois par an pour maintenir une orientation stable face à la pression photonique.

En novembre 2013, les équipes de la NASA et du constructeur du télescope spatial, Ball Aerospace, présentent le scénario imaginé pour poursuivre l'utilisation du télescope spatial malgré la perte de deux de ses roues de réaction. La nouvelle mission est baptisée K2 (Kepler 2) « Second Light ». Sur son orbite héliocentrique, le télescope spatial est soumis principalement à la pression de rayonnement c'est-à-dire la poussée exercée par les photons. Kepler ne pouvant plus maintenir son orientation que dans deux dimensions, les ingénieurs ont imaginé d'utiliser cette poussée des photons pour maintenir le pointage du télescope spatial. Pour subir une poussée symétrique de la part de ces particules tout en maintenant le télescope pointé vers une portion du ciel fixe, l'axe du télescope est positionné de manière à être parallèle à son plan orbital. Pour que le Soleil ne pénètre pas dans l'ouverture du télescope, son orientation est modifiée tous les 83,5 jours ce qui impose à chaque fois un changement de la région de l'espace étudiée. Dans le cadre de la mission K2, les observations sont subdivisées en campagnes (4,5 par an) destinées chacune à l'observation d'une portion de ciel différente située obligatoirement non loin du plan de l'écliptique,,,.
Compte tenu des changements des régions observées tous les 80 jours, le télescope spatial n'est plus en mesure de détecter des exoplanètes ayant une période orbitale supérieure à une vingtaine de jours (car trois observations sont nécessaires pour que la détection soit considérée comme valide). Par ailleurs, les ingénieurs évaluent à l'époque la précision photométrique à environ 300 parties par million (ppm), soit une valeur bien inférieure aux 20 ppm prévues. Les ingénieurs de la NASA entament une campagne de test (campagne 0) destinée à valider la faisabilité du scénario proposé. En préparant cette campagne, les ingénieurs se rendent compte qu'un deuxième détecteur (parmi les 21 à bord), ne fonctionne plus. L'origine de cette défaillance se situe, comme dans le premier cas, au niveau du circuit d'alimentation électrique. De mars à mai 2014, une région du plan de l'écliptique est observée au titre de la campagne 0 avec des résultats conformes aux attentes. Le 16 mai 2014, la NASA au vu des résultats obtenus donne son accord pour le financement de la mission K2 pour une durée de deux ans.
La mission K2 qui débute officiellement en juin 2014 a de nouveaux objectifs qui tiennent compte des contraintes induites par la perte de deux des roues de réaction qui ne permettent plus d'observer plus de 80 jours consécutifs ; les objectifs sont désormais les suivants :
- détecter des planètes chaudes (proches du Soleil donc à période orbitale courte) circulant autour d'étoiles brillantes pour permettre une étude spectroscopique depuis des observatoires terrestres et progresser dans la caractérisation des atmosphères d'exoplanètes
- détecter des petites planètes autour d'étoiles brillantes et de petite taille pour faciliter les mesures postérieures de masse, densité et composition
- détecter et mesurer les caractéristiques de planètes associées à des étoiles naines de type M et situées potentiellement dans la zone habitable
- déterminer si des planètes géantes chaudes existent autour des étoiles jeunes ou si elles migrent dans une période plus avancée de la vie des étoiles
- déterminer la relation existant entre la structure stellaire, la rotation et l'activité au sein de groupe d'étoiles en fonction de l'âge et de la métallicité
- identifier les progéniteurs des supernovae de type Ia à partir des mesures photométriques de la phase explosive
- découvrir et caractériser les étoiles binaires au sein d'amas ouverts et de groupes stellaires
- caractériser la structure interne et les caractéristiques fondamentales d'étoiles en utilisant les outils d'astrosismologie
- contribuer à la surveillance régulière des noyaux actifs de galaxie dans le spectre optique
- participer aux campagnes d'observation multi-spectrales et multi-missions de cibles situées dans le plan de l'écliptique.

À la suite des premières campagnes d'observation, la précision photométrique de Kepler pour la mission K2 est réévaluée à 50 ppm pour une étoile de magnitude 12, avec une intégration de 6,5 heures. En juin 2016, le comité de la NASA chargé de statuer sur le prolongement des missions spatiales d’astrophysique évalue de manière particulièrement positive les retours scientifiques de K2, à la fois dans le domaine de la détection des exoplanètes et dans les autres domaines de recherche introduits par la mission K2. La NASA décide de prolonger la mission jusqu'à épuisement des ergols qui devrait intervenir dans le cas le plus favorable en 2019 mais sans doute dès 2018.

### Fin de mission (2018)

#### Dernières campagnes d'observation
Depuis janvier 2014 le télescope spatial qui a perdu deux de ses roues de réaction fonctionne en mode dégradé car il ne peut plus maintenir en permanence son orientation. Il utilise la poussée photonique pour contrôler celle-ci mais cet artifice impose de modifier la région de l'espace observée tous les trois mois. L'observation de trois transits consécutifs dans ce contexte ne permet d'identifier que les planètes ayant une période orbitale très courte (une trentaine de jours). En mars 2018 les responsables de la mission estiment que l'hydrazine utilisée par les petits propulseurs et nécessaire pour stabiliser le télescope est en voie d'épuisement. Toutefois faute d'une jauge dans les réservoirs il est difficile d'évaluer la date de fin de la mission. Néanmoins, après avoir reçu des indications d'une baisse décrite comme anormale de la pression de carburant dans la sonde, la NASA décide le 2 juillet d'arrêter la campagne 18 de la mission K2 et de placer Kepler en mode de sureté sans usage de carburant (no-fuel-use safe mode), ce afin de s'assurer de pouvoir transférer le 2 août les données acquises lors des 51 premiers jours de cette campagne 18 (commencée le 12 mai). Un nouveau « bilan de santé » sera alors effectué à la suite de ce transfert pour voir si la campagne 19, qui doit commencer le 6 août, sera initiée ou non.

#### Arrêt des observations
Le 11 octobre 2018, Kepler, qui se trouve à 170 millions de kilomètres de la Terre, transmet les images prises dans la région de l'espace située autour de la constellation du Verseau. Une fois cette tâche achevée, les opérateurs du contrôle au sol tentent le 23 octobre d'orienter le télescope vers une nouvelle cible mais n'y parviennent pas car, ayant épuisé tous ses ergols, le télescope spatial s'est mis automatiquement en sommeil. Sans ergols pour pointer le télescope, la mission ne peut se poursuivre. La NASA décide d'y mettre fin en arrêtant l'émetteur radio et officialise sa décision le 30 octobre. Désormais Kepler va circuler sur la même orbite héliocentrique que la Terre en s'éloignant de plus en plus de celle-ci. Il devrait se trouver à nouveau à sa hauteur dans 40 ans et cet événement devrait se répéter par la suite durant des millions d'années ,.

## Résultats de la mission

### Détection d'exoplanètes

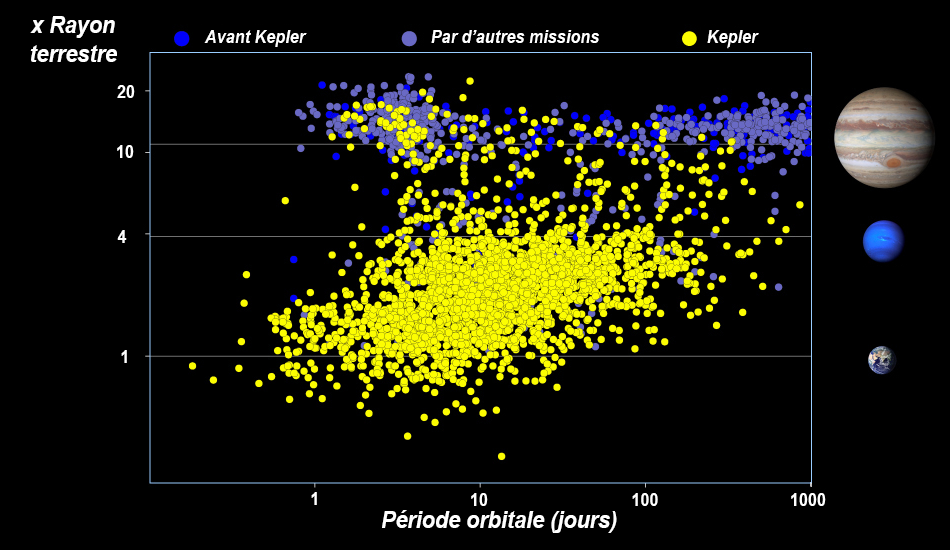
Les 3567 exoplanètes confirmées découvertes en décembre 2017 dont 2525 par Kepler (jaune). Les exoplanètes découvertes avant Kepler sont bleu foncé, celles depuis le lancement de Kepler bleu clair.

#### Synthèse
La majorité des exoplanètes découvertes avant la mission Kepler étaient de la taille de Jupiter ou encore plus grandes. Kepler démontre que la plupart des exoplanètes sont en fait plus petites que Jupiter et même que Saturne. Les planètes les plus fréquentes ont une taille comprise entre celles de la Terre et de Neptune. Ces planètes sont soit des super-Terres, c'est-à-dire des planètes rocheuses plus grandes que la Terre, soit des mini-Neptunes, c'est-à-dire des planètes gazeuses avec un cœur rocheux. Selon certains planétologues, quelques-unes de ces super-Terres pourraient être des planètes océaniques ou des planètes comportant un noyau glacé ou rocheux recouvert d'eau. La mission Kepler a également démontré que la majorité des planètes avaient une période orbitale très courte bien inférieure à celle de Mercure (88 jours), la planète la plus proche du Soleil. Le planétologue C. J. Burke a tenté d'établir une distribution des planètes en compilant toutes les découvertes des quatre premières années de la mission, en incluant uniquement les planètes ayant une période orbitale comprise entre 10 et 300 jours et en essayant de prendre en compte les biais divers introduits par la méthode de détection utilisée. Il a établi que le ratio du nombre de planètes par rapport à celui des étoiles était de l'ordre de 1 et que si on les rangeait par taille, la proportion de planètes croissait fortement lorsqu'on descendait en dessous de la taille de Neptune. La classe des Jupiter (de 5,7 à 11,3 rayons terrestres) représenterait un peu plus de 5 % du total, celle des Neptune de grande taille (4 à 5,7 rayons terrestres) un peu moins de 5 %, celles des petits Neptune (entre trois et quatre rayons terrestres) plus de 40 %, celles des super-Terres (planète tellurique ayant entre 1,4 et 2 rayons terrestres) de l'ordre de 30 % et celles des Terres environ 30 %.
| Rayon (rayons terrestres)                                                      | Masse (masses terrestres)  | Période orbitale (jours terrestres) | Distance du Soleil (parsecs, pc) |
| ------------------------------------------------------------------------------ | -------------------------- | ----------------------------------- | -------------------------------- |
| < 1,25 rayons : 356 (29)                                                       | 1 à 3 masses : 20 (7)      | < 1 jour : 78 (17)                  | < 50 pc : 433 (15)               |
| 1,25 à 2 rayons : 808 (91)                                                     | 3 à 10 masses : 75 (11)    | 1 à 10 jours : 1 173 (178)          | 50 à 100 pc : 228 (13)           |
| 2 à 6 rayons : 1 237 (149)                                                     | 10 à 30 masses : 51 (13)   | 10 à 30 jours : 842 (91)            | 100 à 500 pc : 673 (33)          |
| 6 à 15 rayons : 169 (30)                                                       | 30 à 100 masses: 34 (5)    | 30 à 360 jours : 523 (20)           | 500 à 1 000 pc : 745 (2)         |
| > 15 rayons : 23 (5)                                                           | 100 à 300 masses : 45 (12) | 360 à 720 jours : 19 (1)            | 1 000 à 2 000 parsecs : 401 (0)  |
| —                                                                              | > 300 masses : 78 (17)     | > 720 jours : 14 (0)                | > 2 000 pc : 64 (0)              |
| Planètes confirmées détectées par Kepler : 2 342 ; par la 2de mission K2 : 307 |                            |                                     |                                  |

Une des découvertes les plus importantes de la mission est la présence d'un grand nombre de super-Terres, plus grandes que la Terre mais plus petites que Neptune. Leur structure et leur composition sont inconnues car ce type de planète n'existe pas dans le système solaire et pour la plupart d'entre elles, la masse et la densité n'ont pas pu être mesurées. Ce pourrait être des planètes telluriques comme la Terre ou au contraire des planètes composées de glace et de gaz comme Neptune et Uranus. Mais certaines d'entre elles pourraient être composées d'un noyau de glace fortement compressé recouvert d'un océan et d'une atmosphère à base de vapeur d'eau.
Kepler a découvert et permis d'étudier de nombreux systèmes stellaires comprenant plusieurs planètes. D'après les recensements effectués, plus de 22 % des étoiles comporteraient plusieurs planètes et près de 40 % des exoplanètes candidates feraient partie de systèmes multi-planétaires. Ces proportions sont sans doute sous-estimés car toutes les planètes d'un système ne sont pas systématiquement recensées du fait des limites de la méthode de détection utilisée. Les planètes ayant une inclinaison orbitale différente (la planète ne passe pas devant l'étoile vue de la Terre), une période orbitale longue (plus d'un an) ou une taille située sous le seuil de détection ne sont en effet pas détectées. La structure du système solaire avec ses planètes telluriques situées sur des orbites internes mais à bonne distance du Soleil, ses planètes gazeuses situées à plusieurs unités astronomiques (ua) du Soleil, ses orbites planétaires caractérisées par une excentricité faible (hormis Mercure) et une inclinaison orbitale réduite par rapport au plan de l'écliptique, ne semble pas la norme si on le compare aux systèmes stellaires observés par Kepler. Les systèmes multi-planétaires sont souvent très compacts avec des planètes peu espacées, une disposition qui n'était jusque là pas envisagée par les modèles de formation des systèmes solaires car considérée comme instable. De nombreuses planètes tournent à moins de 0,1 ua (distance Terre-Soleil : 1 ua) de leur étoile et certaines à moins de 0,02 ua.
Des astronomes du Harvard-Smithsonian Center for Astrophysics (CfA) ont utilisé les données de la mission Kepler en 2013 pour estimer qu'« au moins 17 milliards » de planètes telluriques se trouvent dans la Voie lactée.

Synthèse des exoplanètes découvertes par Kepler.
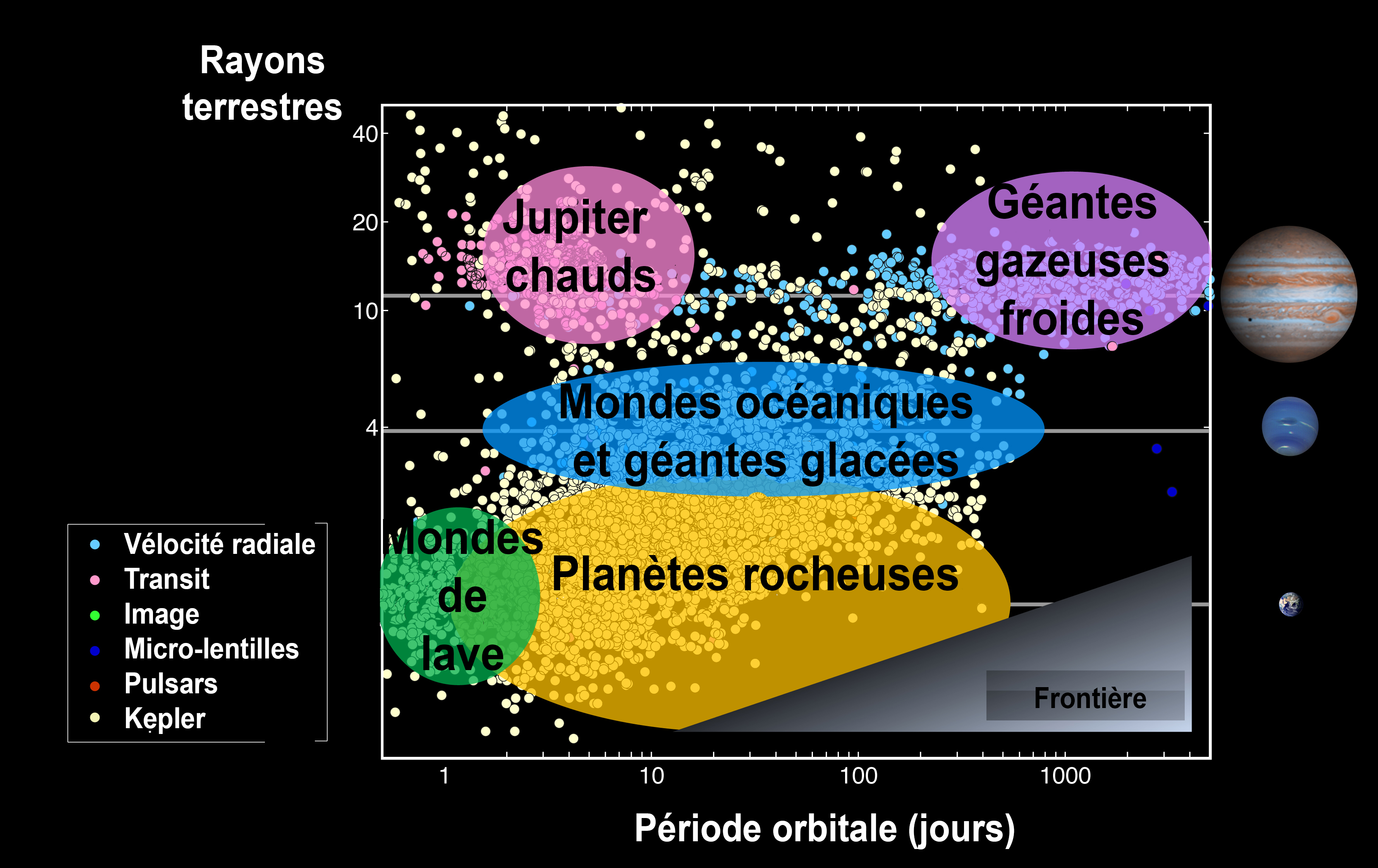
Les planètes découvertes par Kepler en juin 2017 (en jaune) comparées à celles découvertes par d'autres moyens (autres couleurs) rangées par grandes catégories (taille, orbite) : Jupiters chauds et froids, planètes géantes océaniques ou gelées, planètes telluriques, planètes de lave.
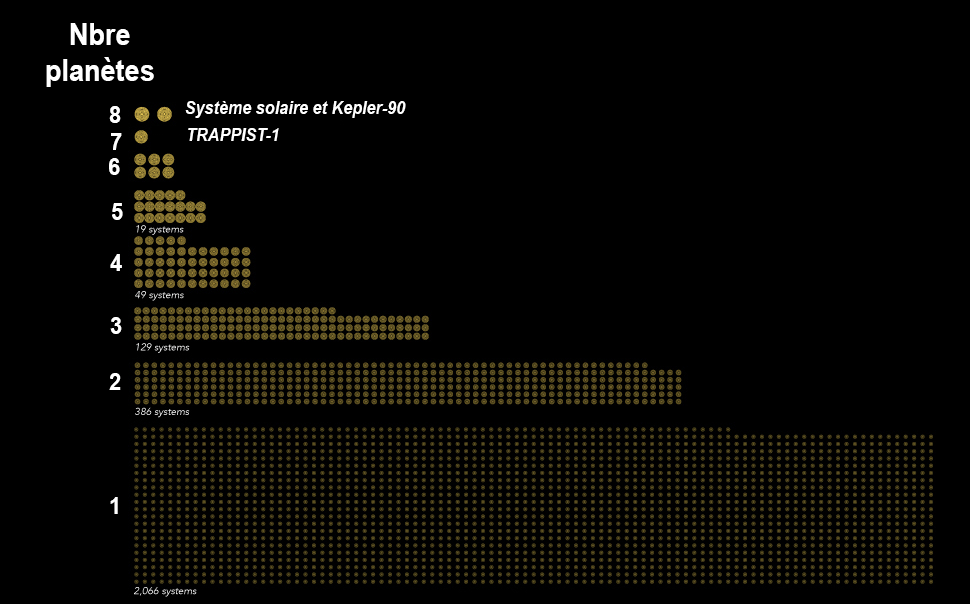
Kepler a trouvé des systèmes stellaires comprenant jusqu'à sept ou huit planètes autour des étoiles (décembre 2017).
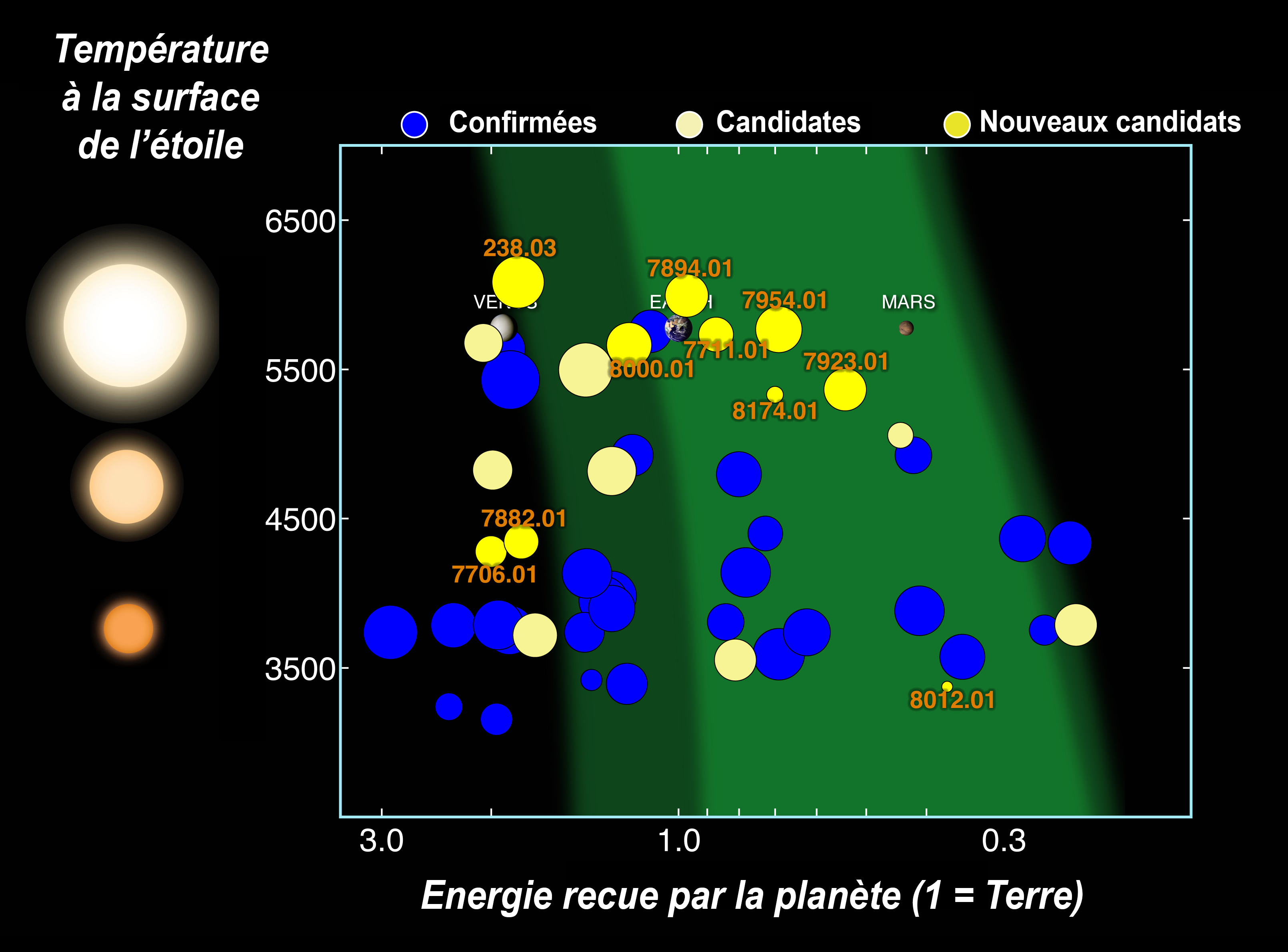
Planètes de type terrestre (rayon < 2 fois celui de la Terre) situées dans la zone habitable et découvertes par Kepler. En bleu les planètes confirmées.

#### Principales découvertes
| Système solaire | Planète                                                                                    | Date           | Description |
| --------------- | ------------------------------------------------------------------------------------------ | -------------- | --- |
| Kepler-4        | Kepler-4 b                                                                                 | Janvier 2010   | Premières détections d'exoplanètes de la mission |
| Kepler-6        | Kepler-6 b                                                                                 | Janvier 2010   | Premières détections d'exoplanètes de la mission |
| Kepler-7        | Kepler-7 b                                                                                 | Janvier 2010   | Planète avec une épaisse couche nuageuse |
| Kepler-10       | Kepler-10 b                                                                                | Janvier 2011   | Alors la plus petite planète tellurique découverte |
| Kepler-11       | Kepler-11 b, c, d, e, f et g                                                               | Février 2011   | Étoile comportant au minimum 6 planètes ; transit triple en aout 2010 |
| Kepler-16       | Kepler-16 b                                                                                | Septembre 2011 | Première détection d'un transit dans un système |
| Kepler-22       | Kepler-22 b                                                                                | Décembre 2011  | Première planète située dans la zone habitable |
| Kepler-37       | Kepler-37 b                                                                                | Février 2013   | Plus petite exoplanète détectée (en aout 2017) d'environ la taille de la Lune |
| Kepler-62       | Kepler-62 e et f                                                                           | Avril 2013     | Deux planètes d'une taille proche de celle de la Terre et situées dans la zone habitable                                                                                                |
| Kepler-69       | Kepler-69 c                                                                                | Avril 2013     | Planète d'une taille proche de celle de la Terre située dans la zone habitable |
| Kepler-90       | Kepler-90 b, c, d, e, f, g et h                                                            | Octobre 2013   | Système stellaire avec le plus grand nombre de planètes (Voir ci-dessous décembre 2017)                                                                                                 |
| Kepler-186      | Kepler-186 f                                                                               | Avril 2014     | Planète d'une taille proche de celle de la Terre située dans la zone habitable |
| Kepler-10       | Kepler-10 c                                                                                | Juin 2014,     | Première détection d'une planète de type méga-Terre (tellurique) dont la masse dépasse dix masses terrestres et non prévue par la théorie Planeten mit HARPS-N)                         |
| Kepler-438      | Kepler-438 b                                                                               | Janvier 2015,  | Sans doute une planète d'une taille proche de celle de la Terre située dans la zone habitable de période 112 jours                                                                      |
| Kepler-442      | Kepler-442 b                                                                               | Janvier 2015,  | Sans doute une planète d'une taille proche de celle de la Terre située dans la zone habitable                                                                                           |
| Kepler-444      | Kepler-444 b (es), Kepler-444 c (es), Kepler-444 d (en), Kepler-444 e (en) et Kepler-444 f | Janvier 2015,  | Système stellaire comportant six planètes de type terrestre, dont l'étoile âgée de 1,2 milliard d'années est le plus âgé des astres autour desquels ont été découvertes des exoplanètes |
| Kepler-452      | Kepler-452 b                                                                               | Juillet 2015   | Première planète de taille proche de celle de la Terre située dans la zone habitable dune étoile similaire au Soleil (classe spectrale G2) et de période 385 jours                      |
| Kepler-1625     | Kepler-1625 b                                                                              | Mai 2016       | Exoplanète comportant peut-être une lune extrasolaire. |
| Kepler-90       | Kepler-90 i                                                                                | Décembre 2017  | Le système Kepler-90 a 8 planètes : c'est, alors, le seul système extrasolaire connu pour en avoir autant                                                                               |

### Détail chronologique des découvertes

#### 2009

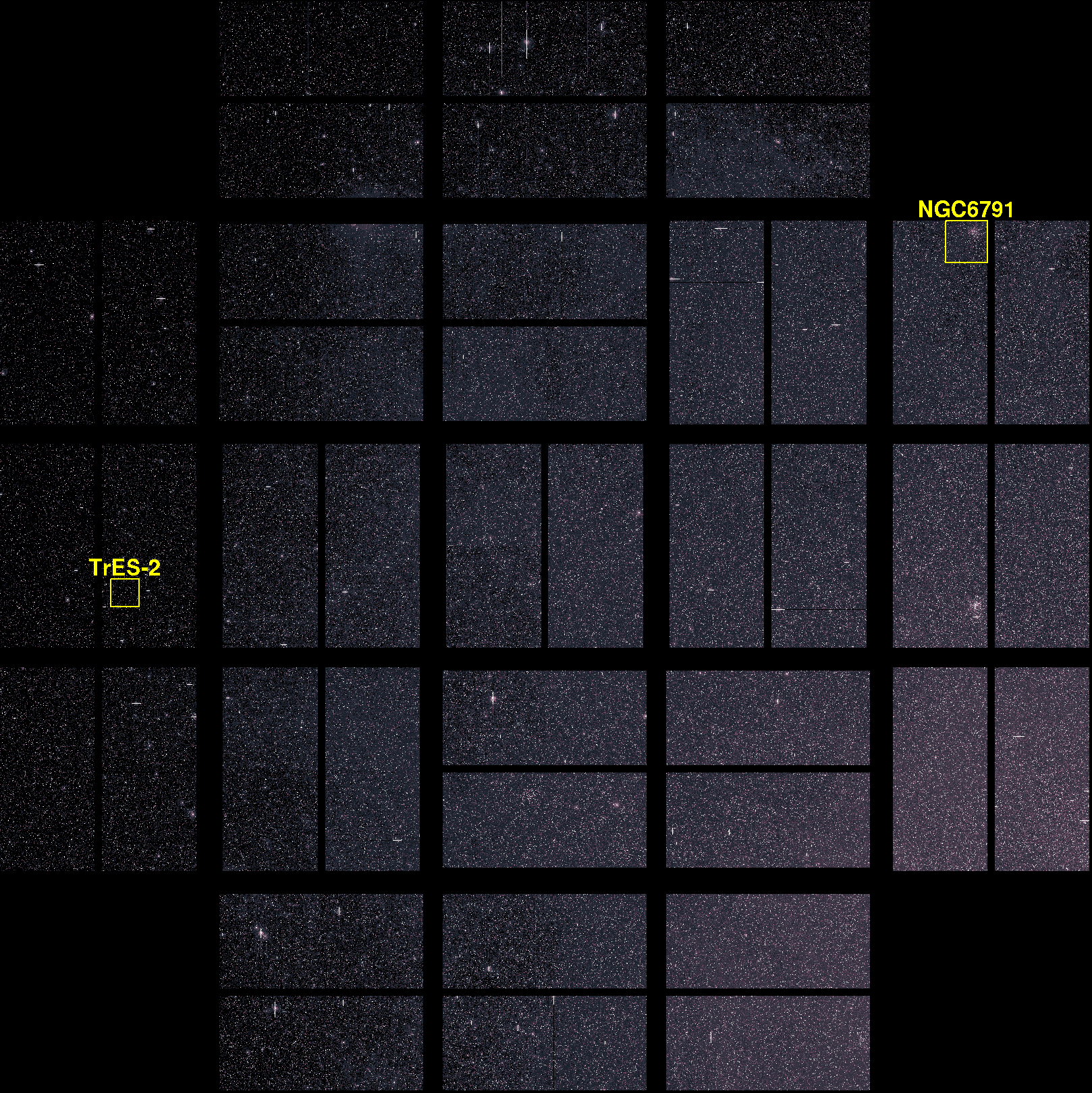
Une photo prise par Kepler avec deux points d'intérêt mis en évidence. Le Nord céleste se trouve vers le coin inférieur gauche.

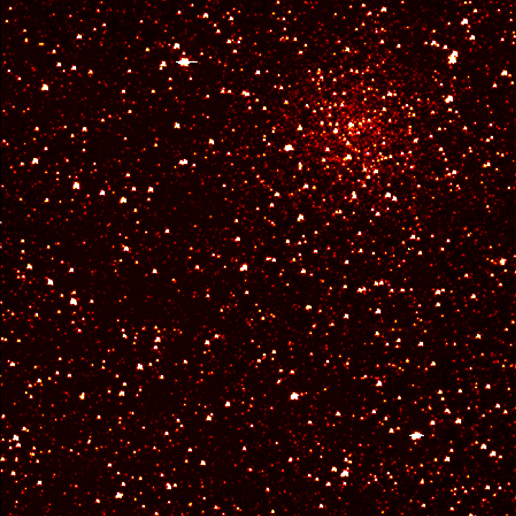
Détail de l'image de la zone étudiée par Kepler montrant l'amas ouvert NGC 6791. Le Nord céleste se trouve vers le coin inférieur gauche.

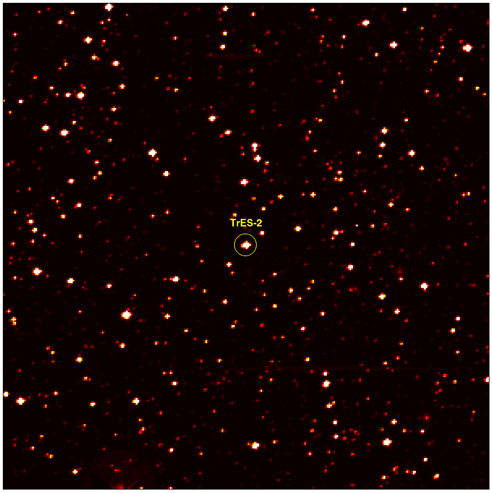
Détail de l'image de la zone étudiée par Kepler. L'emplacement de TrES-2b est entouré en jaune au centre. Le Nord céleste se trouve vers le coin inférieur gauche.

Les premiers résultats scientifiques de la mission Kepler sont présentés par la NASA au cours d'une conférence de presse qui a lieu le 6 août 2009. La détection par Kepler de l'exoplanète HAT-P-7b, déjà connue, permet de confirmer la capacité du télescope spatial à détecter des planètes de taille terrestre,. La détection de planètes par Kepler nécessite que la luminosité des étoiles soit relativement stable pour permettre d'identifier le transit. En utilisant les mesures effectuées au cours des premiers mois, l'équipe scientifique identifie 7 500 étoiles variables à la fin de l'année 2009. Celles-ci sont retirées de la liste des étoiles observées et sont remplacées par d'autres candidates. Les courbes lumineuses des étoiles abandonnées sont publiées.
À l'issue des six premières semaines cinq planètes précédemment inconnues et toutes très proches de leurs étoiles sont détectées,. Parmi les résultats notables se trouvait l'une des planètes à plus faible densité alors découvertes, deux étoiles naines blanches à faible masse qui furent initialement rapportées comme étant des membres d'une nouvelle classe d'objets stellaires et une planète bien caractérisée orbitant autour d'une étoile binaire.

#### 2010
Le 4 janvier 2010, les responsables de mission annoncent la découverte par Kepler de ses cinq premières exoplanètes, soit les planètes des étoiles Kepler-4 à Kepler-8. Le 15 juin 2010, l'équipe de la mission Kepler met à disposition des chercheurs les données collectées portant environ sur 156 000 étoiles soit toutes celles dont l'observation avait été planifiée hormis 400 d'entre elles. Des exoplanètes candidates ont été identifiées autour de 706 de ces étoiles. Leur taille est comprise entre celle de la Terre et celle de Jupiter. L'identité et les caractéristiques de 306 de ces exoplanètes sont communiquées. Cinq des systèmes solaires identifiés abritent plusieurs planètes. Les données pour les 400 cibles restantes avec des candidats planétaires devaient être publiées en février 2011 (pour les détails sur cette dernière publication, voir les résultats de la mission en 2011 ci-dessous). Néanmoins, les résultats de Kepler, basés sur les candidates de la liste publiée en 2010, impliquaient que la plupart de ces planètes avaient des rayons inférieurs à la moitié de celui de Jupiter. Ces résultats impliquaient aussi que les petites planètes candidates, avec des périodes inférieures à 30 jours, étaient bien plus communes que les grandes planètes candidates avec des périodes similaires et que les découvertes faites à partir d'observatoires au sol fournissaient un échantillon de la population la plus grande, c'est-à-dire les plus grandes planètes dans la distribution des tailles. Ceci contredisait les théories plus anciennes qui avaient suggéré que les petites planètes et celles de type terrestre seraient relativement peu fréquentes,. Sur la base des données de Kepler alors étudiées, une estimation d'environ 100 millions de planètes habitables dans notre galaxie pouvait être réaliste. Toutefois, certains bulletins des médias traitant de la conférence TED à l'origine de cette information ont conduit à des malentendus, en partie dus, semble-t-il, à la confusion concernant l'expression « similaires à la Terre » (Earth-like en anglais). À titre de clarification, une lettre du Directeur du Ames Research Center de la NASA, pour le Kepler Science Council (« Conseil scientifique de Kepler ») datée du 2 août 2010, déclare que : « L'analyse des données actuelles de Kepler ne soutient pas l'affirmation selon laquelle Kepler a trouvé la moindre planète similaire à la Terre »,,.
En 2010, Kepler identifie deux systèmes solaires contenant des objets plus petits mais plus chauds que leurs étoiles parentes respectives : KOI-74 (en) et KOI-81 (en). Ces objets sont probablement des étoiles naines blanches faiblement massives produites par de précédents épisodes de transferts de masse dans leurs systèmes. La même année, l'équipe de Kepler a publié un article scientifique qui fournissait les données pour 312 planètes extrasolaires candidates autour de 306 étoiles distinctes. Seulement 33,5 jours de données étaient disponibles pour la plupart des candidates. La NASA a également annoncé que les données concernant 400 candidates supplémentaires n'étaient pas divulguées, afin de permettre aux membres de l'équipe de Kepler de réaliser des observations supplémentaires. Les données pour ces candidates ont finalement été rendues publiques le 2 février 2011.

#### 2011

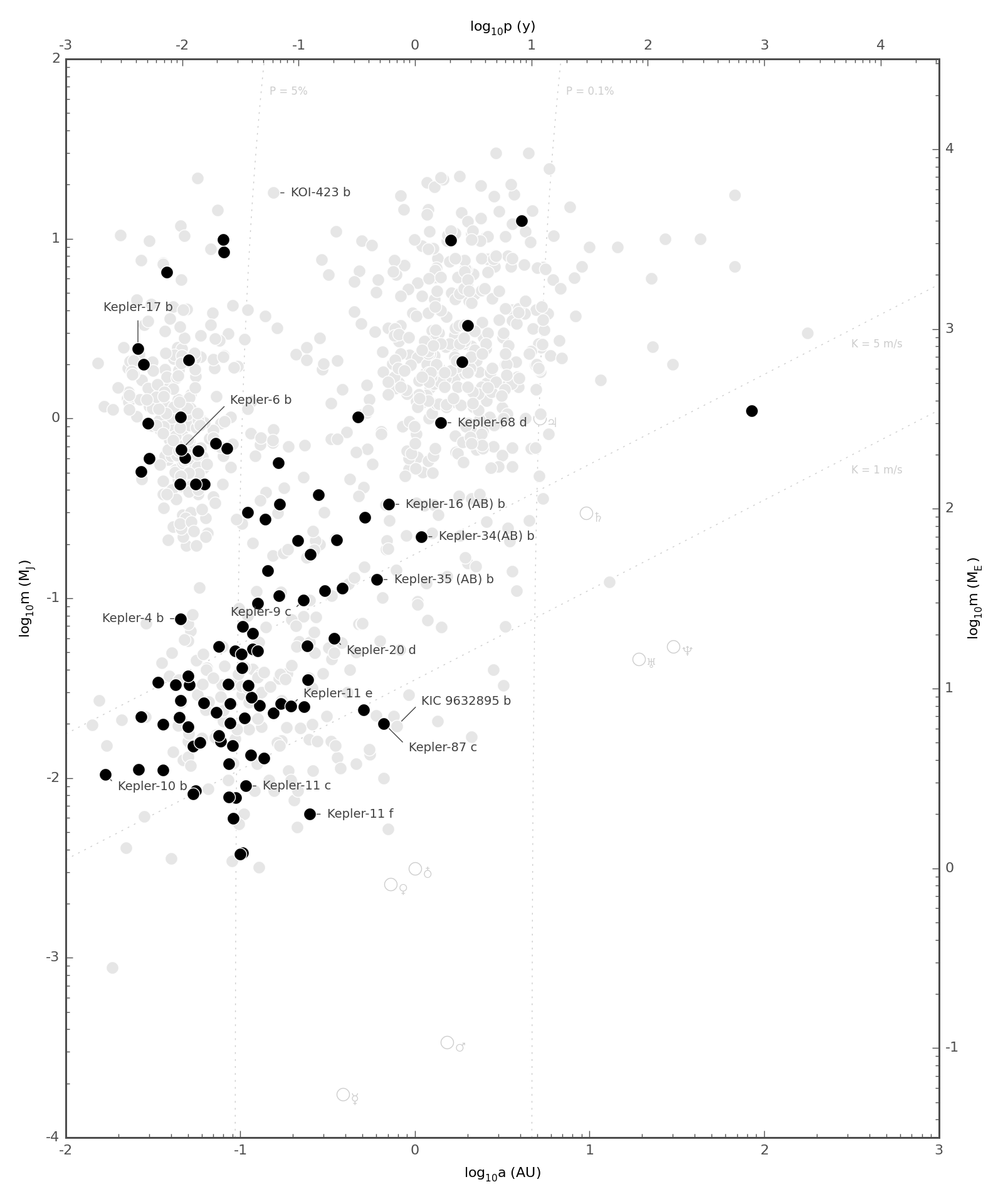
Graphique montrant des exoplanètes dans le champ d'observation de Kepler, dans le contexte de toutes les planètes découvertes (au 3 octobre 2010), avec des scénarios de probabilités de transits indiqués à titre d'exemple.

Le 10 janvier 2011, la plus petite exoplanète alors connue, Kepler-10 b, une planète tellurique, est découverte à l'aide des observations de Kepler ; par la suite, plusieurs exoplanètes de taille comparable voire plus petites que la Terre sont identifiées, telles que Kepler-20 f, Kepler-20 e, ainsi que des corps probables détectés en janvier 2012, tels que Kepler-42 b, Kepler-42 c et Kepler-42 d. Cette dernière est à peine plus grande que Mars.

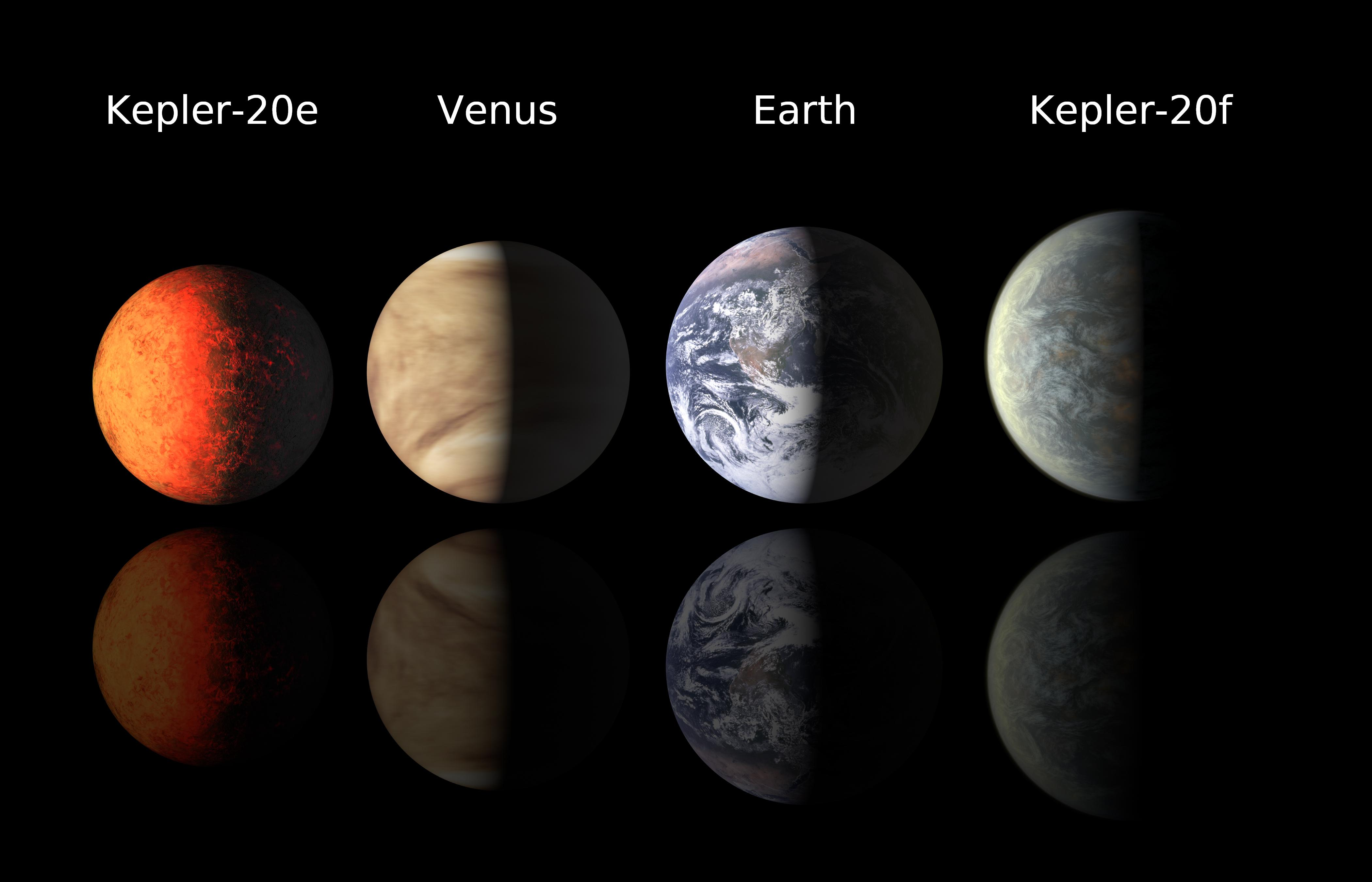
Un comparatif de la taille des exoplanètes Kepler-20 e et Kepler-20 f avec Vénus et la Terre.

Le 2 février 2011, l'équipe de Kepler annonce les résultats d'analyses des données collectées entre le 2 mai et le 16 septembre 2009. Ils ont trouvé 1 235 candidats planétaires tournant autour de 997 étoiles hôtes. (Les nombres qui suivent supposent que les candidats sont vraiment des planètes, bien que les articles scientifiques officiels les appellent seulement candidats ou candidates. Des analyses indépendantes ont indiqué qu'au moins 90 % d'entre eux sont de vraies planètes et non des faux-positifs). 68 planètes étaient approximativement de la taille de la Terre (en fait rayon < 1,25 Rt avec Rt=rayon de la terre), 288 étaient de la taille d'une Super-Terre, 662 de la taille de Neptune, 165 de la taille de Jupiter et 19 jusqu'à deux fois la taille de Jupiter. 54 planètes se trouvaient dans la zone habitable, dont 5 avec une taille inférieure à deux fois celle de la Terre. Par contraste avec les travaux précédents de recherche d'exoplanètes, à peu près 74 % des planètes alors découvertes par Kepler étaient plus petites que Neptune, très probablement du fait que les travaux antérieurs découvraient plus facilement les grandes planètes que les petites.
Dans le cadre de la mission, la taille d'une super-Terre est définie comme comprise entre 1,25 Rt et 2 Rt. Six planètes candidates de ce type (à savoir : KOI 326.01 (Rp=0,85), KOI 701.03 (Rp=1,73), KOI 268.01 (Rp=1,75), KOI 1026.01 (Rp=1,77), KOI 854.01 (Rp=1,91), KOI 70.03 (Rp=1,96)) sont dans la zone habitable. Une étude plus récente a montré que l'une de ces candidates (KOI 326.01) est en fait bien plus grande et plus chaude que ce qui avait été avancé dans un premier temps.
Le 2 février 2011, le nombre de planètes extrasolaires connues en zone habitable, est donc passé à 54. Jusque là seules deux planètes avaient été découvertes en zone habitable, aussi ces nouvelles découvertes représentent une augmentation spectaculaire du nombre de planètes susceptibles d'abriter des formes de vie (planètes pouvant bénéficier d'une température permettant à l'eau d'exister à l'état liquide). Toutes les candidates en zone habitable découvertes jusqu'alors orbitent autour d'étoiles nettement plus petites et plus froides que le Soleil (les candidates habitables autour d'étoiles de type solaire nécessitaient quelques années de plus pour accumuler les trois transits nécessaires à leur détection).
La fréquence des observations de planètes était plus élevée pour des exoplanètes deux ou trois fois plus grandes que la Terre, et a ensuite décliné en proportion inverse de la surface planétaire. La meilleure estimation (en mars 2011), après avoir tenu compte des biais d'observation, était que 5,4 % des étoiles accueillent des planètes de la taille de la Terre, 6,8 % accueillent des candidates super-Terres, 19,3 % accueillent des candidates de la taille de Neptune et 2,55 % accueillent des candidates de la taille de Jupiter ou plus grandes. Les systèmes à plusieurs planètes sont communs ; 17 % des étoiles hôtes ont des systèmes à candidates multiples et 33,9 % de toutes les planètes sont dans des systèmes à planètes multiples.
Vers le 5 décembre, l'équipe de Kepler annonce la découverte de 2 326 candidats planétaires, dont 207 ont une taille similaire à celle la Terre, 680 sont de type super-Terres, 1 181 de la taille de Neptune, 203 de la taille de Jupiter et 55 plus grands que Jupiter. Comparés aux chiffres de 2011, les nombres de planètes de taille terrestre ou de la taille de super-Terres ont augmenté respectivement de 200 % et de 140 %. De plus, 48 candidats planétaires avaient été trouvés dans les zones habitables des étoiles étudiées, marquant une diminution par rapport aux chiffres de février. Ceci était dû au critère plus strict en usage dans les données de décembre. Le 20 décembre 2011, l'équipe de Kepler annonce la découverte des premières exoplanètes telluriques, Kepler-20 e et Kepler-20 f, en orbite autour d'une étoile semblable au Soleil, Kepler-20.
Sur la base des découvertes de Kepler, l'astronome Seth Shostak estime en 2011 que dans un rayon de mille années-lumière autour de la Terre, il y a au moins 30 000 planètes habitables. Également à partir de ces découvertes, l'équipe de Kepler estime qu'il y a « au moins 50 milliards de planètes dans la Voie Lactée » dont « au moins la moitié sont dans la zone habitable ». En mars 2011, des astronomes du Jet Propulsion Laboratory (JPL) de la NASA estiment qu'environ « 1,4 à 2,7 % » de toutes les étoiles de type solaire ont sans doute des planètes semblables à la Terre « dans la zone habitable de leur étoile ». Cela signifie qu'il y a « deux milliards » de ces « analogues terrestres » dans notre seule galaxie, la Voie lactée. Les astronomes du JPL indiquent également qu'il y a « 50 milliards d'autres galaxies », ce qui donne potentiellement plus d'un trilliard de « planètes analogues à la Terre » si toutes les galaxies ont un nombre de planètes similaire à celui de la Voie lactée.

#### 2012
En janvier 2012, une équipe internationale d'astronomes publie une étude selon laquelle chaque étoile présente dans la Voie lactée pourrait abriter « en moyenne… au moins 1,6 planète », suggérant que plus de 160 milliards de planètes, chacune en orbite autour d'une étoile, pourraient exister dans notre seule galaxie,. Kepler a aussi enregistré de lointaines super-éruptions stellaires, certaines d'entre elles étant 10 000 fois plus puissantes que l'exceptionnelle tempête de Carrington. Les super-éruptions pourraient être déclenchées par des planètes joviennes orbitant près de leur étoile. La technique de variation du moment de transit (TTV pour Transit Timing Variation en anglais), utilisée pour découvrir Kepler-9 d gagne en popularité comme méthode de confirmation découvertes d'exoplanètes. La découverte d'une planète dans un système comportant quatre étoiles est également confirmée. Il s'agit de la première découverte d'un tel système.

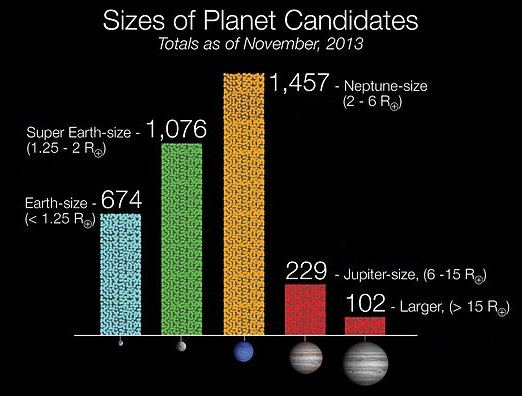
Tailles des planètes candidates découvertes par Kepler, basées sur 2740 candidates en orbite autour de 2036 étoiles au 7 janvier 2013 (NASA).

À partir de 2012, il y avait un total de 2 321 planètes candidates,,. Parmi celles-ci, 207 sont de taille similaire à la Terre, 680 sont de la taille de super-Terres, 1 181 sont de la taille de Neptune, 203 de la taille de Jupiter et 55 plus grandes que Jupiter. De plus, 48 planètes candidates ont été trouvées dans les zones habitables des étoiles étudiées. L'équipe de Kepler a estimé que 5,4 % de toutes les étoiles abritent des planètes candidates de la taille de la Terre, et que 17 % de toutes les étoiles possèdent plusieurs planètes. En décembre 2011, deux des planètes telluriques candidates, Kepler-20 e et Kepler-20 f, ont été confirmées en tant que planètes orbitant un jumeau du Soleil : Kepler-20,,.

#### 2013
Selon une étude publiée en janvier 2013 par des astronomes de Caltech, la Voie lactée contient au moins une planète par étoile, ce qui induit 100 à 400 milliards d'exoplanètes,. L'étude, basée sur les planètes orbitant autour de Kepler-32, suggère que les systèmes planétaires pourraient être communs autour des étoiles de notre galaxie. La découverte de 461 planètes supplémentaires a été annoncée le 7 janvier 2013. Plus Kepler observe longtemps, plus il peut détecter de planètes à longues périodes orbitales. Depuis que le dernier catalogue de Kepler a été publié en février 2012, le nombre de candidates découvertes dans les données de Kepler a augmenté de 20 pour cent et totalise maintenant 2 740 planètes potentielles en orbite autour de 2 036 étoiles.
Une nouvelle planète candidate est annoncée le 7 janvier 2013 sous la dénomination de KOI-172.02. Confirmée trois mois plus tard, le 18 avril 2013, elle est alors renommée en tant que Kepler-69 c. Il s'agit d'une super-Terre en orbite autour d'une étoile semblable au Soleil dans la zone habitable et qui pourrait être « une parfaite candidate pour abriter de la vie extraterrestre ». À la même date du 18 avril 2013, deux autres planètes remarquables sont annoncées : Kepler-62 e et sa voisine Kepler-62 f. Elles orbitent toutes les deux dans la zone habitable de leur étoile Kepler-62, à 1 200 années-lumière du système solaire. Il s'agit là encore de Super-Terres, mesurant respectivement 1,6 et 1,4 fois le rayon terrestre. Elles font partie d'un système à cinq planètes et pourraient, l'une comme l'autre, être entièrement recouvertes d'un océan,.
Le 15 mai 2013, la NASA annonce que Kepler est paralysé par la défaillance d'une roue de réaction qui doit le maintenir dans la bonne direction. Une deuxième roue est déjà tombée en panneet le vaisseau spatial a besoin de trois roues (sur un total de quatre) pour être opérationnel. D'autres essais en juillet et août déterminent que bien que Kepler soit capable d'utiliser ses roues à réaction endommagées, il est incapable de collecter de nouvelles données scientifiques. Les scientifiques travaillant sur le projet Kepler déclarent qu'ils ont encore beaucoup de données à analyser et que de nouvelles découvertes pourront encore être faites dans les deux années suivantes. De fait, bien qu’aucune nouvelle donnée scientifique n’ait été recueillie depuis l'incident du 15 mai, soixante-trois nouvelles candidates sont annoncées en juillet 2013 sur la base des observations recueillies précédemment. Les découvertes comprennent la taille médiane des planètes candidates, devenant de plus en plus petite par rapport au début 2013, résultats préliminaires à la découverte de quelques objets circumbinaires et de planètes dans la zone habitable.

#### 2014

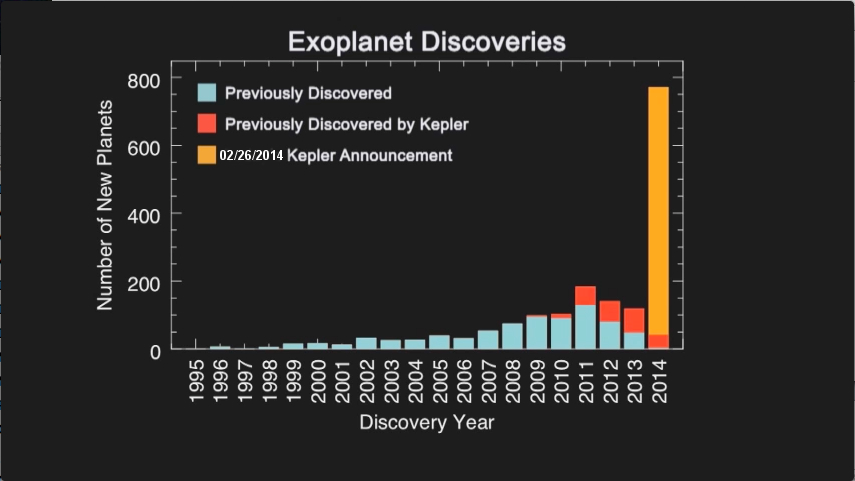
Histogramme d'exoplanète découverte. La barre jaune ombragée montre les planètes nouvellement annoncées, y compris celles vérifiées par la technique de la multiplicité (26 février 2014).

Le 13 février, la NASA annonce la découverte de 530 planètes candidates faisant partie de systèmes planétaires simples. Plusieurs d'entre elles ont une taille proche de celle de la Terre et se trouvent dans la zone habitable. Ce chiffre est accru de 400 en juin 2014. Le 26 février, les scientifiques annoncent que les données de Kepler  confirment l'existence de 715 nouvelles exoplanètes. Une nouvelle méthode statistique de confirmation baptisée « vérification par la multiplicité », qui est basée sur le nombre de planètes autour de plusieurs étoiles, sont en fait de véritables planètes. Cela a permis la confirmation plus rapide de nombreuses candidates qui font partie des systèmes planétaires multiples. 95 % des exoplanètes découvertes sont plus petites que Neptune et quatre, dont Kepler-296 f, ont une taille inférieures dans un rapport de 2,5 à celle de la Terre et se trouvent dans la zone habitable où les températures de surface permettent théoriquement à l'eau d'exister à l'état liquide,,,.
Une étude publiée en mars démontre que les petites planètes ayant une période orbitale inférieure à 1 jour sont généralement accompagnées par au moins une planète supplémentaire avec la période orbitale est comprise entre 1 et 50 jours. Cette étude précise que les planètes avec des périodes de rotation ultra-courtes sont presque toujours inférieures à 2 rayons terrestres à moins qu'elles soient de type Jupiter chaud désalignées. Les données de Kepler ont aussi aidé les scientifiques à observer et à comprendre les supernovas ; des mesures ont été recueillies toutes les demi-heures de sorte que les courbures de lumière ont été particulièrement utiles pour l'étude de ces types d'événements astronomiques.
Le 17 avril, l'équipe de Kepler annonce la découverte de Kepler-186 f, la première planète de taille comparable à celle de la Terre, située dans la zone habitable. Cette planète est en orbite autour d'une naine rouge. En juillet, les premières découvertes utilisant les données déjà recueillies par Kepler ont été rapportées sous la forme d'étoiles binaires. Ces découvertes ont été obtenues à partir d'un ensemble de données d'ingénierie de Kepler qui avait été recueilli avant la campagne 0 en préparation de la mission principale K2. Le 23 septembre 2014, la NASA a indiqué que la mission K2 avait terminé la campagne 1, la première série officielle d'observations scientifiques, et que la campagne 2 était en cours.

#### 2015
Le 27 janvier, les scientifiques découvrent un système planétaire de 11,2 milliards d'années avec cinq exoplanètes qui tournent autour d'une étoile de type solaire. Le système Kepler-444 est à ce jour le système le plus ancien identifié de la Voie lactée, de plus, elles se trouvent dans la zone habitable,,.

### Autres résultats
Bien que Kepler ait été conçu pour la détection d'exoplanètes, son aptitude à observer longtemps une étoile donnée et les faibles variations de sa luminosité rend possible son utilisation dans d'autres domaines, notamment l'astérosismologie. Kepler a notamment permis l'observation pour la première fois d'un phénomène de rotation différentielle pour d'autres étoiles que le Soleil.

## Publication des données
L'équipe de Kepler avait annoncé leur intention de publier les données collectées dans le cadre de la mission au bout d'un an d'observations. Toutefois, ce programme a été changé après le lancement, avec une planification de la publication des données s'étalant jusqu'à trois ans après leur collecte. Il en a résulté des critiques considérables,,,, qui ont conduit l'équipe scientifique de Kepler à diffuser le troisième trimestre de leurs données un an et six mois après leur collecte. Les données allant jusqu'à septembre 2010 (trimestres 4, 5 et 6) ont été rendues publiques en janvier 2012.

### Suivis externes
Périodiquement, l'équipe de Kepler diffuse au public une liste de planètes candidates (appelées Kepler Objects of Interest, ou KOI, pour « Objets d'intérêt de Kepler »). En utilisant cette information, une équipe d'astronomes a collecté les données de vitesse radiale en se servant du spectrographe à échelle SOPHIE pour confirmer l'existence de la planète candidate KOI-428b en 2010. En 2011, la même équipe a confirmé la planète candidate KOI-423b.

### Participation scientifique citoyenne
Depuis décembre 2010, les données de la mission Kepler ont été utilisées pour le projet « Planethunters.org » de Zooniverse, qui permet à des volontaires de rechercher des transits dans les courbes lumineuses des images de Kepler, afin d'identifier des planètes que les algorithmes informatisés pourraient manquer. Vers le mois de juin 2011, les utilisateurs avaient trouvé 69 planètes candidates potentielles qui n'avaient pas été reconnues auparavant par l'équipe de la mission Kepler. L'équipe envisage de créditer publiquement les amateurs qui repèrent de telles planètes.
En janvier 2012, le programme de la BBC intitulé Stargazing Live (en) (en anglais : observation des étoiles en direct) a diffusé un appel public au volontariat pour analyser les données de Planethunters.org à la recherche de nouvelles exoplanètes potentielles. Cela a conduit à la découverte d'une nouvelle planète de la taille de Neptune par deux astronomes amateurs. Cette planète portera leurs deux noms et s'appellera donc Threapleton Holmes B. Selon certaines sources, 100 000 autres volontaires étaient engagés dans la recherche de Planethunters.org à la fin janvier 2012, analysant plus d'un million d'images de Kepler.
PlanetQuest, un projet de calcul distribué utilisant la plate-forme BOINC, devrait également permettre d'analyser les données recueillies par Kepler.

## Exoplanètes confirmées

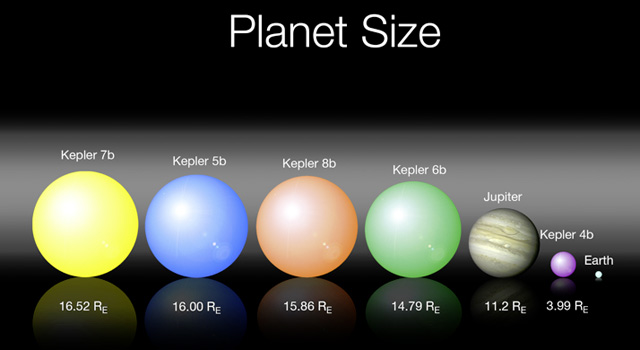
Les cinq premières exoplanètes de Kepler à l'échelle.

Outre la découverte de centaines d'exoplanètes candidates, le satellite Kepler a également signalé 26 exoplanètes dans 11 systèmes qui n'ont pas encore été ajoutées à l'Extrasolar Planet Database (base de données des planètes extrasolaires). Les exoplanètes découvertes à partir des données de Kepler, mais confirmées par des chercheurs extérieurs, sont notamment KOI-423b, KOI-428b, KOI-196b, KOI-135b KOI-204b KOI-254b KOI-730 (en) et Kepler-42 (KOI-961). L'acronyme « KOI » indique que l'étoile est un « Kepler Object of Interest », c'est-à-dire en anglais un « objet d'intérêt de Kepler ».
Aussi bien CoRoT que Kepler ont mesuré la lumière réfléchie par des planètes. Cependant, ces planètes étaient déjà connues puisqu'elles transitent devant leur étoile. Les données de Kepler ont permis la première découverte de planètes par cette méthode : KOI 55.01 et 55.02.

## Kepler Input Catalog
Le Kepler Input Catalog (ou KIC) désigne le catalogue des entrées de Kepler. Il s'agit d'une base de données publiquement consultable d'environ 13,2 millions de cibles utilisées pour le Kepler Spectral Classification Program et la mission Kepler,. Le catalogue seul n'est pas utilisé afin de trouver des cibles pour Kepler, car une partie seulement des étoiles listées (soit environ un tiers du catalogue) peut être observée par le vaisseau lui-même.
Les Kepler Objects of Interest (KOI) forment un sous-ensemble du Kepler Input Catalog (KIC). Pour être un KOI, une étoile doit montrer une perte de luminosité périodique.